# Síndrome d'Asperger
La síndrome d'Asperger (SA), coneguda també com a Asperger, és un trastorn generalitzat del desenvolupament (TGD) caracteritzat, igual que altres formes d'autisme, per importants dificultats en la interacció social i la comunicació no verbal, juntament amb els interessos limitats i conductes repetitives.
És el trastorn més lleu de l'espectre autista (TEA) i es diferencia dels altres trastorns d'aquest espectre en el fet que no hi ha retard en l'aparició del llenguatge o dèficit intel·lectual. Tot i que no s'utilitzen per al diagnòstic, són freqüents una manca de destresa física i un ús atípic del llenguatge. Els signes generalment comencen abans dels dos anys i en general duren per a tota la vida.
Aquesta síndrome va ser anomenada pels treballs del pediatre austríac Hans Asperger el 1944, on va descriure els nens als quals mancava la comunicació no verbal, tenien l'empatia limitada i eren físicament maldestres. Aquests treballs no van ser revelats fins al 1981 per la psiquiatra britànica Lorna Wing, que va crear la concepció moderna de la síndrome d'Asperger. Se’n va fer un diagnòstic normalitzat a principis de 1990. El 1991 se’n va iniciar un període de divulgació quan la psicòloga alemanya Uta Frith va traduir a l'anglès els treballs d'Asperger. Posteriorment, aquests treballs van tenir una àmplia cobertura mediàtica.
La causa o les causes exactes de la síndrome d'Asperger són desconegudes. Com els altres trastorns de l'espectre autista, se suggereixen components genètics, però no s'han determinat de manera concloent. Es creu que els factors ambientals també hi tenen un paper. Les investigacions neurològiques han revelat característiques en el funcionament del cervell que originen dèficits selectius d'empatia.
El diagnòstic de la síndrome d'Asperger es va retirar el 2013 de la cinquena edició del Manual Diagnòstic i Estadístic dels Trastorns Mentals (DSM-5), i actualment les persones amb aquests símptomes s'inclouen dins del trastorn de l'espectre autista (TEA), juntament amb l'autisme i el trastorn generalitzat del desenvolupament no especificat (PDD-NOS, pervasive developmental disorder not otherwise specified). Es manté dins de la desena edició de la Classificació Internacional de Malalties (CIM-10, capítol V; F84) des del 2015.
No hi ha un tractament únic; quan s'ha establert el diagnòstic es pot proposar un enfocament multidisciplinari. L'eficàcia de certes intervencions és difícil d'estimar perquè les dades són escasses. Les teràpies conductuals se centren a millorar les deficiències específiques: habilitats pobres de comunicació, rutines obsessives i repetitives, i manca de destresa física. Les intervencions poden incloure l'entrenament en habilitats socials, teràpies cognitivoconductuals (tcc), fisioteràpia, logopèdia, formació dels pares, i els medicaments per als problemes associats, com ara l'estat d'ànim o ansietat. La majoria dels nens milloren quan es converteixen en adults, però les dificultats socials i de comunicació persisteixen. A més, les persones amb Asperger són vulnerables a molts dels trastorns de l'estat d'ànim, especialment l'ansietat i la depressió.
En 2015, prop de 37,2 milions de persones a tot el món tenien aquesta síndrome.
Es mantenen moltes preguntes i controvèrsies sobre els aspectes de la síndrome. Alguns investigadors, com Simon Baron-Cohen, i les persones amb Asperger han qüestionat si la síndrome s'ha de considerar com una diferència en comptes d'una discapacitat que s'ha de tractar o curar. Les limitacions paralitzants, especialment en societat, estan associades amb una singularitat que de vegades és excepcional.
L'any 2006 es va declarar l'Any Internacional de la Síndrome d'Asperger, per complir en aquest any el centenari del naixement de Hans Asperger i el 25è aniversari del moment en què la psiquiatra Lorna Wing va donar a conèixer internacionalment el trastorn. A partir de l'any 2007, el dia 18 de febrer se celebra el Dia Internacional Asperger, en record del naixement de Hans Asperger.
La fascinació per aquesta síndrome es tradueix en nombroses representacions de la cultura popular.

## Identificació i classificació
Tots els trastorns relacionats amb l'autisme són difícils de definir. La seva classificació sovint és objecte de debats multidisciplinaris. La síndrome d'Asperger és generalment reconeguda com un dels trastorns de l'espectre autista (TEA), un grup de trastorns del neurodesenvolupament amb característiques semblants i difícils de separar (d'aquí l'ús del terme «espectre autista»). Són diferenciats dins d'aquest espectre amb els noms: 
- trastorn generalitzat del desenvolupament no especificat (PDD-NOS)
- autisme infantil, típic o de Kanner
- síndrome d'Asperger (SA)
- autisme d'alt funcionament o atípic (AAF)

Es caracteritzen per problemes de comunicació i les interaccions socials, que interrompen el desenvolupament de l'individu. S'acompanyen de comportaments i interessos limitats o comportaments repetitius. Hi ha moltes similituds entre l'autisme greu i la síndrome d'Asperger, que són considerats com els que estan situats en els dos extrems d'aquest espectre.
L'autisme «típic» (autisme infantil, conegut també com a «autisme de Kanner») és distingeix de la síndrome d'Asperger principalment pel retard en l'aparició del llenguatge. A més, en l'autisme típic pot haver-hi un retard mental, mentre que no n'hi ha cap en la síndrome Asperger. Entre els trastorns generalitzats del desenvolupament, l'autisme infantil i la síndrome d'Asperger reuneixen les característiques clàssiques de la tríada autista: comunicació, interacció social, i comportament repetitiu o interessos limitats. La síndrome de Rett i el trastorn desintegratiu infantil, més rars, comparteixen punts comuns amb l'autisme, però tenen causes específiques o diferents desenvolupaments. Es pot fer un diagnòstic de trastorn generalitzat del desenvolupament no especificat si un dels criteris del TGD no es compleix.
- Trastorn de l'espectre autista (video) (anglès)

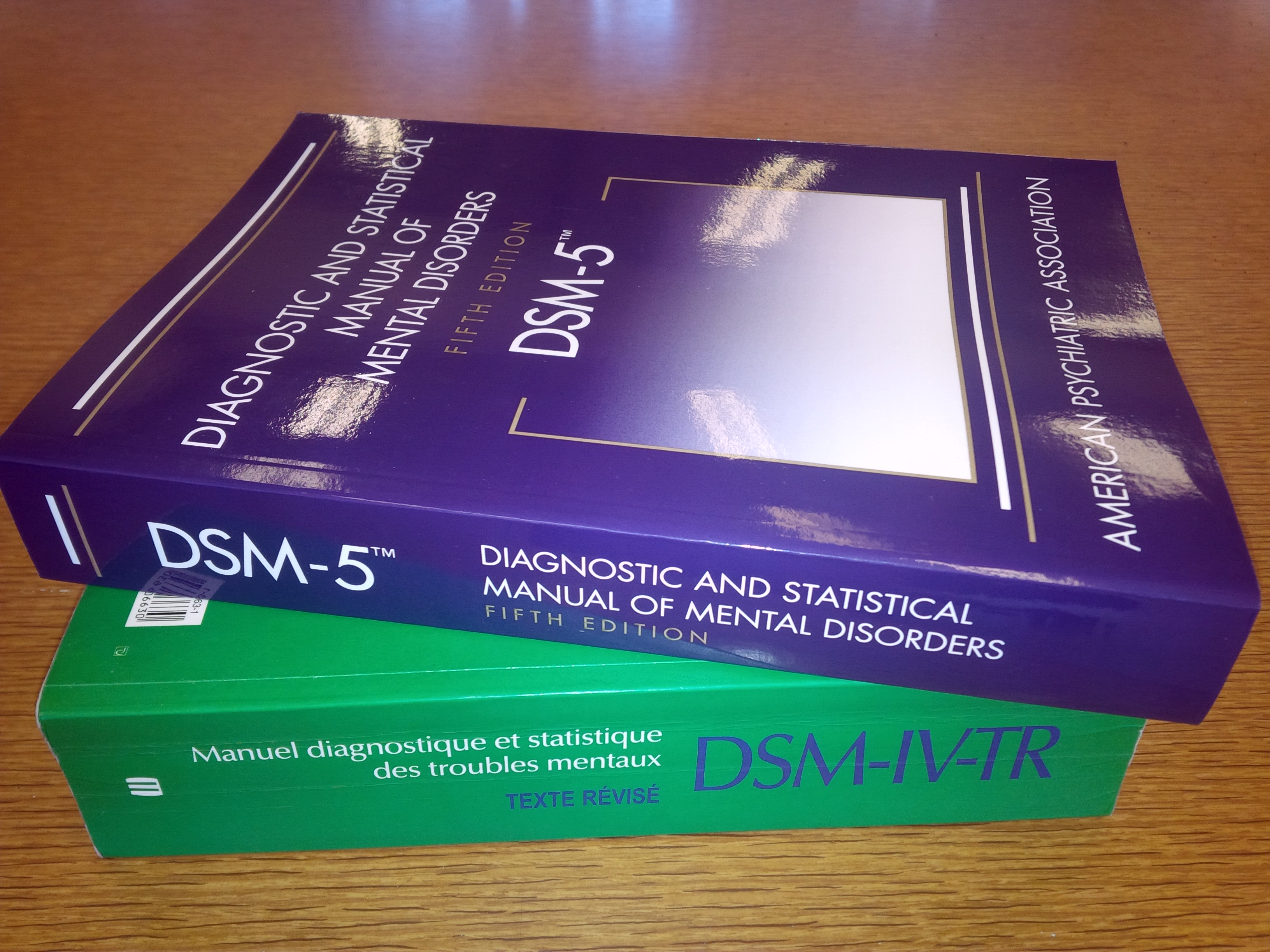
El DSM-5 (on la síndrome d'Asperger ha estat eliminat com a diagnòstic independent el 2013, i s'ha incorporat al ventall de trastorns de l'espectre autista) amb el seu predecessor, el DSM-IV-TR

Queden moltes qüestions sobre la identificació i la classificació de la síndrome d'Asperger. No sempre és considerada com una entitat diferent, cosa que planteja la qüestió de la seva mateixa existència, en particular a causa dels dubtes sobre la necessitat de distingir-lo de l'autisme d'alt funcionament (high functionning autism, HFA). La psicoanalista Maria Rhode va dir que la distinció entre la síndrome d'Asperger i l'autisme és recent; per a ella, cada persona amb Asperger és única i l'Asperger podria ser un espectre autista per si mateix.
La desena edició de la Classificació Internacional de Malalties (CIM-10), publicat per l'Organització Mundial de la Salut (OMS) el 1993, va qüestionar la validesa nosològica d'aquesta síndrome. La quarta edició del Manual Diagnòstic i Estadístic dels Trastorns Mentals (DSM-IV) va d'incloure la síndrome d'Asperger al grup dels trastorns generalitzats del desenvolupament. La següent edició (DSM-5), publicada el 2013, va eliminar el diagnòstic de síndrome d'Asperger per integrar-lo dins d'un nou diagnòstic de trastorn de l'espectre autista, i li assigna una escala de gravetat (greu, moderat o lleu).

## Característiques
Com el TGD, la síndrome d'Asperger es caracteritza per un conjunt de símptomes que inclouen els relacionats amb les interaccions socials i els interessos. L'ús atípic del llenguatge i manca de destresa física són també símptomes comuns, encara que no sempre són tinguts en compte en els criteris de diagnòstic.
Els nens sovint són conscients de la seva diferència entre els sis i vuit anys, i comencen a desenvolupar estratègies de compensació. Poden tenir dificultats per fer amics, organitzar-se, estar atents i adquirir autonomia. No obstant això, com ha dit Daniel Tammet (entre d'altres), la visió de la síndrome d'Asperger és distorsionada per la imatge que es dona en la cultura popular (per exemple, en la pel·lícula Rain Man, que presenta un savi autista amb una discapacitat greu). Hi ha moltes formes d'autisme però cap d'elles és «típica».
De la mateixa manera, la magnitud dels símptomes varia; per al psicòleg, Tony Attwood, 
| « | Reconeixem que la síndrome és un contínuum sense ruptura que es dissol al seu extrem en la normalitat. | » |

El psiquiatre Laurent Mottron adverteix que la síndrome d'Asperger queda molt invalidada si no es reconeguda i si no es dona un suport adequat, i que el DSM l'avalua amb la mateixa gravetat que l'autisme.
Per al psicòleg Peter Vermeulen:
| « | La riquesa del seu vocabulari, els excel·lents resultats en àrees ben específiques, la seva disposició a entaular una conversa, la seva fantasia errònia. Darrere de la façana d'un coneixement gairebé enciclopèdic i una eloqüència encantadora, és un individu excepcional per als que el món és un espectacle caòtic i incomprensible. | » |
| — Peter Vermeulen, Comprendre l'autisme d'alt funcionament: la síndrome d'Asperger provat clínicament. | |   |

### Les relacions socials
Les persones amb Asperger generalment tenen menys problemes socials que altres persones autistes. Tenen poques amistats, juguen poc amb nens de la seva edat i prefereixen l'isolament.
En no tenir la capacitat innata de comprendre les comunicacions interpersonals i el llenguatge no verbal, presenten un retard en la maduresa social (dos anys de mitjana en l'adquisició del concepte de l'amistat) i en l'empatia, així com dificultats per controlar les seves emocions. Mentre que els nens neurotípics comprenen molt bé els codis socials i l'expressió dels sentiments a partir dels cinc anys, els Asperger perceben el món físic (i s'interessen en ell) abans que el món social.

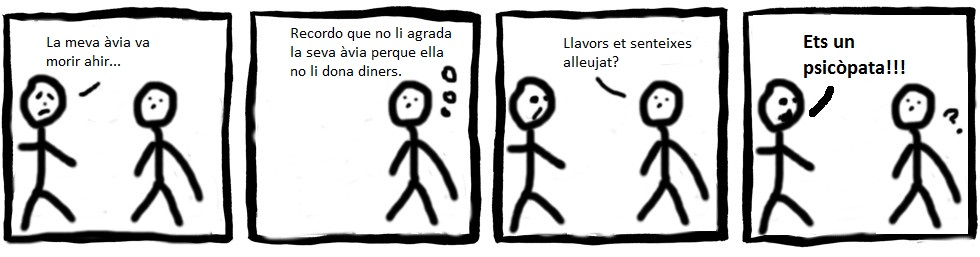
Exemple de possible malentès entre una persona amb Asperger amb algú que no ho és, a causa de la intel·lectualització de les emocions

Diversos estudis han demostrat que els estímuls socials (somriure, la cara del nadó...) no activen les emocions positives de l'autista i de l'Asperger. Pateixen un «dèficit específic en el reconeixement d'emocions», especialment per al reconeixement facial i l'ús de senyals no facials (gestos, context...), fet que explica que miren poc als ulls dels seus interlocutors, empren pocs gestos i presenten una cara poc expressiva o sense expressió.
Els Asperger poden comunicar-se verbalment però sense veure els senyals socials. Poden començar un llarg monòleg sobre la seva àrea d'interès, sense entendre ni veure el cansament del seu interlocutor, la voluntat de canviar el tema o acabar la conversa. Aquesta incapacitat per respondre a les interaccions socials es pot interpretar com un menyspreu del benestar i dels sentiments dels altres o com un egocentrisme extrem, que fan passar a les persones Asperger per insensibles. Està estesa la idea que els Asperger no tenen empatia. Tony Attwood (entre d'altres) matisa:
| «                                      | És important entendre que la persona Asperger té habilitats de la teoria de la ment i una empatia immadura o reduïda, però no una absència d'empatia. Sobreentendre una absència d'empatia seria un terrible insult a les persones amb Asperger, amb el corol·lari que ells no poden conèixer o preocupar-se pels sentiments dels altres. Ells no són capaços de reconèixer els senyals subtils dels estats emocionals, o «llegir» els estats d'ànims complexos. | » |
| — Tony Attwood, La síndrome d'Asperger | |   |

El que li succeeix a un individu Asperger no es pot aplicar als altres. Alguns mostren un mutisme selectiu; no parlen gens amb la majoria de la gent, però poden parlar excessivament amb persones específiques. Ells trien parlar només amb les persones que els agrada. Molts aprenen els codis socials per imitació, per compensar. En situacions de contacte social, els Asperger sovint es concedeixen un temps de reflexió abans de respondre. Les seves dificultats augmenten amb el nombre de persones amb les que interactua i del seu grau d'estrès: 
| «                                      | En les grans reunions socials, la quantitat d'informació social pot ser aclaparadora per a un Asperger. | » |
| — Tony Attwood, La síndrome d'Asperger | |   |

Aquestes dificultats afecten tant la incapacitat per interpretar les seves pròpies emocions com les dels altres. A causa d'aquestes limitacions, els Asperger tenen dificultats per resoldre els conflictes. Són poc diplomàtics i poc convincents, es mostren perfeccionistes i no els agrada admetre els seus errors, i eviten les peticions dels altres. Són propensos a informar d'errors i espifiades sense sentir vergonya. Sovint, aquestes observacions estan mal interpretades pels altres, que els veuen com a hostils i crítics. Tony Attwood cita l'exemple d'adolescents que assenyalen un error del seu professor davant de tota la classe, concloent que «el desig de corregir l'error té preferència al respecte al mestre». Els Asperger poden desenvolupar una preocupació per la imatge que donen i la por a «ficar la pota». També poden mostrar dificultats per percebre l'engany i la mentida, i poden ser ingenus en la seva relació amb els altres, fent que siguin molt sovint persones fonamentalment honestes i sinceres.
S'ha examinat la hipòtesi d'una predisposició dels Asperger a la violència i al crim, però no és sostingut per cap dada. Les dades acrediten que els nens d'Asperger són més sovint víctimes que agressors. Un examen de comorbiditat establert en 2008 va revelar que un nombre significatiu dels criminals violents amb Asperger tenien altres trastorns psiquiàtrics, com el trastorn esquizoafectiu.

### Els interessos limitats
Una característica important en la síndrome d'Asperger es troba en els «interessos limitats». Hans Asperger els va descriure com a «preocupacions egocèntriques» i Tony Attwood prefereixen parlar d'«interès especial».

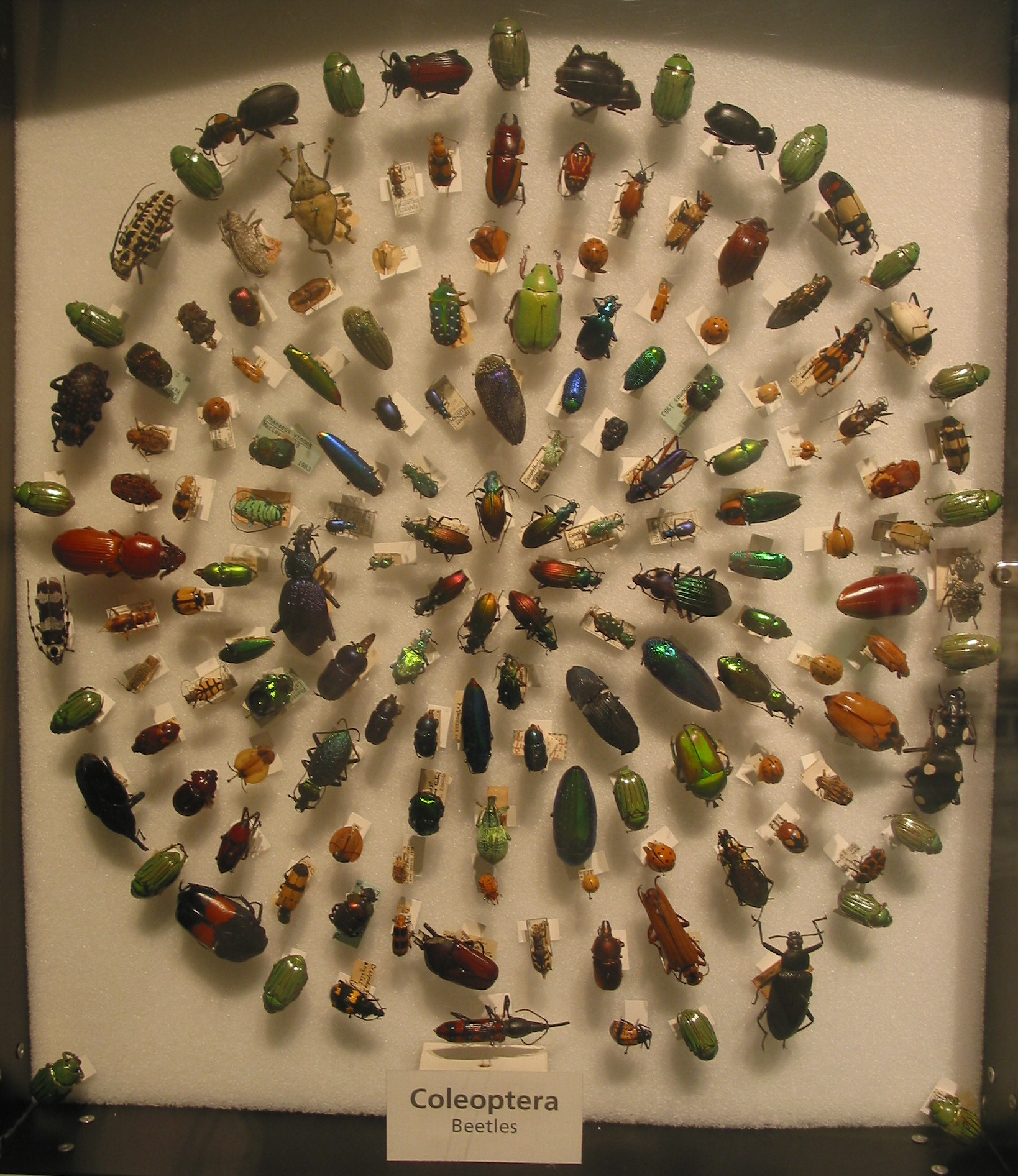
Els nens amb Asperger tendeixen a recol·lectar i classificar (en aquest cas, una col·lecció d'insectes)

Els Asperger desenvolupen un interès molt profund i intens en un domini, generalment relacionat amb la natura, la ciència o la tecnologia. A aquests nens els agrada sovint col·leccionar i classificar objectes. Amb el temps, la recollida i classificació d'objectes físics es converteix amb freqüència en recollir i classificar informació. Aquests interessos no necessàriament es limiten a un sol tema, poden ser diversos: Tony Attwood creu que els animals i la natura són els dos més comuns, especialment a través de l'interès pels dinosaures (entre els nens) i els cavalls (entre les nenes). Els nens Asperger són sensibles al benestar dels animals i a les injustícies socials.
Hi pot haver interès en àrees relacionades amb les interaccions socials, com la psicologia i l'antropologia, probablement per compensar el dèficit propi de la síndrome. Poden tenir un interès en els trens, per als objectes que els seus noms comencen amb la mateixa lletra, per la música, l'art, les matemàtiques, un tema històric (per exemple, l'antic Egipte), un país, un programa de televisió… que evolucionen amb la societat, ja que estudis recents revelen interessos comuns cap als videojocs, l'animació japonesa i la ciència-ficció. De vegades, durant l'adolescència, l'interès es converteix en fascinació per «una persona en particular» (ja sigui real o imaginària) i incloure la informàtica o a la ficció especulativa.
Els nens amb Asperger amb prou feines comuniquen el seu centre d'interès als altres. Quan ho fan, solen causar molèsties a causa de la seva tendència a portar el tema de conversa a la seva zona preferida. Això planteja dificultats als seus pares, ja que poden fugir de les activitats no relacionades amb la seva passió i tractar de imposar-la als que els envolten. Eviten els aspectes de la seva passió que requereixen el contacte social; per exemple, un nen amb un interès pel tennis coneixerà el rànquing mundial d'aquest esport llegint revistes, però es negaran a participar en les activitats d'un club esportiu de tennis. La comunicació es fa més fàcil quan ja són adults i els Asperger poden convertir-se en veritables experts en el seu camp.
Generalment són considerats com a «rars» o «inútils» per les persones neurotípiques, però aquests interessos tenen una funció important en l'equilibri i la identitat de les persones amb Asperger, sobretot perquè els permeten reduir l'estrès davant la seva sensació de la seva incomprensió del món, classificació i ordenament d'objectes o informació. Laurent Mottron cita nombrosos casos adolescents Asperger que van sumir en la depressió a causa de l'assetjament escolar i que van ser «feliços a l'instant» tan aviat com es van retirar de l'escola i van ser capaços de passar tot el seu temps immersos en el seu interès especial. Alguns activistes per la neurodiversitat van més enllà, argumentant que el conèixer l'àrea d'interès d'un Asperger és l'única manera de conèixer a la persona, i que castigar un nen Asperger privant-lo del vincle amb la seva àrea d'interès seria una forma de violència. Attwood assenyala que «les dificultats per accedir a l'interès especial poden donar lloc a culpabilitzar als altres». Així doncs, els «interessos particulars» són l'única manera que l'Asperger «brilli» en la societat, a causa de l'ampli coneixement que posseeixen en el seu domini que sovint és revela «fenomenal» Aquest coneixement oculta sovint un aïllament social i la impossibilitat de trobar una professió en el seu domini d'interès.
Els Asperger també tenen una forta resistència al canvi i una propensió a seguir rutines inflexibles. Aquesta característica no sol ser visible en el primer contacte però es veu evident quan es comparteix la vida quotidiana.

### El llenguatge, l'aprenentatge i el mode de pensar
Tot i que els criteris de diagnòstic de vegades insisteixen en contra, pot ser que els nens petits amb Asperger presentin un endarreriment en l'adquisició del llenguatge, en particular en la capacitat de conversar amb els altres. Ells són més coneguts per l'ús atípic que fan del llenguatge. La sintaxi, el vocabulari i la fonologia són bones (o excel·lents a l'edat de dos anys), però no saben com utilitzar el llenguatge apropiat en el context social.
El seu llenguatge s'adquireix ràpidament (en general entre els 18 i 30 mesos) i revelen una «hipergramàtica», inusualment sofisticada des de molt jove, que fa que els nens estudiats per Hans Asperger fossin anomenats «petits professors». El seu llenguatge pot semblar «pedant» i presentar entonacions inusuals (disprosòdia), un trastorn de processament auditiu, transicions brusques, paraules fora de context (idiosincràsia), i males interpretacions o massa literals («al peu de la lletra»). Hans Asperger ja s'havia observat una selecció de vocabulari formal. És possible una ecolàlia.
Tres aspectes del seu llenguatge tenen un interès clínic: 
- prosòdia pobra.
- discurs tangencial i circumstancial (tendència a parlar, donant una gran quantitat de detalls innecessaris i lluny del tema original),
- verbositat marcada.

Tot i la inflexió i l'entonació poden ser menys rígides o monòtones que en l'autisme clàssic, sovint els Asperger tenen un rang limitat d'entonació: la parla pot ser inusualment ràpida, desigual o forta. El discurs pot transmetre una sensació d'incoherència. L'estil de conversa no pot proporcionar un context per a comentaris, o no suprimir pensaments interns. Les persones amb la síndrome no poden detectar si la persona que escolta està interessada o involucrada en la conversa. Els intents per concloure amb l'oient, per augmentar la lògica del discurs o de canviar a temes relacionats, no solen tenir succés. Per a la psicòloga alemanya Uta Frith, una pionera en l'estudi d'autisme, 
| « | ... mentre que algunes persones amb síndrome d'Asperger han escrit eloqüentment sobre la seva vida, la seva capacitat per parlar de les seves pròpies emocions sembla estar compromesa (alexitímia). | » |

Hans Asperger va observar que no tenen sentit de l'humor, i que també tenen malentesos i debilitats cap a tot el que és el llenguatge no literal, incloent la ironia, la burla i el sarcasme. Els Asperger entenen bé que és l'humor, però no semblen entendre la intenció de l'humor ni el compartir la diversió amb els altres. Malgrat una forta evidència de l'alteració en l'apreciació de l'humor, hi ha informes anecdòtics sobre l'humor dels Asperger que semblen desafiar algunes teories psicològiques sobre l'autisme.
A vegades, els Asperger desenvolupen una bulímia de lectura a una edat primerenca a través de la seva comprensió de les paraules inusuals (hiperlèxia), entre els 3 i 4 anys. Segons Laurent Mottron, ells són particularment rellevants per a la lectura i amplien el seu vocabulari, fins al punt amb quatre anys d'antelació de mitjana en aquest camp a l'edat de vuit anys, en comparació amb altres nens.
Les dificultats en l'aprenentatge no verbal poden ser detectats a través de proves de QI. Els Asperger estan en avantatge a aprendre nombres, lletres, paraules i texts de memòria, i de dominar l'ortografia, però estan en desavantatge en l'organització i habilitats psicomotrius. Aquesta dificultat en l'organització i la planificació pot ser visible en l'adolescència, quan l'aprenentatge ja no es porta a terme a través de memorització de texts i dades, sinó per l'organització d'informació i el treball en grup. S'observa sovint una caiguda en les qualificacions escolars.

D'altra banda, alguns nens amb síndrome d'Asperger es detecten clínicament justament perquè no poden dirigir a voluntat la seva atenció i mostren un alt grau de desconcentració en les activitats que no han escollit voluntàriament, per exemple, en el context escolar. Per aquest motiu, fins i tot en el cas d'intel·ligència alta poden existir dificultats d'aprenentatge.
| «                                                                       | Aquesta «alteració de l'atenció activa» es troba gairebé regularment en aquest tipus de nens. És a dir, no es tracta només de l'alteració de la concentració que s'observa en molts nens neuròpates, que desvien la concentració de la seva meta de treball sobretot pels estímuls externs, per qualsevol moviment o inquietud en el seu entorn. Més aviat es tracta que aquests nens des d'un principi no estan en absolut disposats a dirigir la seva atenció de treball cap a allò que el món exterior, en aquest cas l'escola, exigeix d'ells. | » |
| — Hans Asperger: Die „Autistischen Psychopathen“ im Kindesalter, p. 119 | |   |

Quan estan presents tals dificultats de concentració, la síndrome d'Asperger pot fins i tot confondre's amb el TDAH. També s'evidencia tendencialment com una dificultat d'aprenentatge típica de la síndrome d'Asperger la coherència central: la capacitat de distingir entre el que és rellevant i l'irrellevant. A diferència del TDAH, les persones amb síndrome d'Asperger si que són capaços de prestar atenció, no obstant això, ells solen fer-ho només quan el tema que es tracta és del seu interès.
El perfil cognitiu dels adults amb Asperger és significativament diferent al dels adults neurotípics. Una característica de la manera de pensar de les persones amb síndrome d'Asperger és que de vegades pot ser visual en lloc de basar-se en les paraules. D'acord amb el psicoanalista Henri Rey-Flaud, aquesta principal especificitat psíquica de les persones amb Asperger tendeix a organitzar els seus pensaments segons un registre d'«imatges», mentre que en l'autisme pròpiament dit es registra l'«empremta».

### La manca de destresa, l'autoestimulació i l'estereotípia
Sovint, s'informa d'una manca de destresa en els individus amb Asperger. Els nens tenen dificultats per aprendre a fer tasques i activitats com ara cordar-se les sabates, ficar-se l'abric i botonar-se, raspallar-se les dents, obrir flascons, córrer darrere d'una pilota i fer ciclisme. El desenvolupament motor és endarrerit, però millora amb el temps.
Els individus (inclosos els adults) sovint expressen una sensació d'estar «incòmodes en la seva pròpia pell» i tenen moviments maldestres i descoordinats, adopten una mala posturaen caminar o tenen problemes amb la integració visual-motora. És possible la persistència d'una conducta estereotipada (vocalitzacions i moviments involuntaris i repetitius, com l'aleteig de mans o un moviment complex de tot el cos). Aquests estereotips són sovint considerats en el diagnòstic, en particular en el marc de l'autoestimulació; aquests comportaments estan destinats a reduir la sensació d'estrès. Els nens poden tenir dificultats en l'aprenentatge de l'escriptura (disgrafia), com Hans Asperger havia assenyalat en la seva descripció original de la síndrome. Els dèficits en les habilitats motrius gruixudes generalment es detecten bastant tard, al contrari del que s'observa per a l'autisme infantil.
Dins dels trastorns de l'espectre autista, la maldestresa es documenta principalment a Asperger. A vegades, els Asperger adults no són capaços d'aprendre a anar en bicicleta o atrapar una pilota correctament. Ells poden mostrar problemes de propiorecepció (sensació de la posició del cos) sobre les mesures dispràxia (trastorn de la planificació motora), l'equilibri, caminar en tàndem i la col·locació del polze-índex. No hi ha evidència que aquests problemes motors difereixen dels d'altres trastorns de l'espectre autista.

### La percepció sensorial i la hipersensibilitat

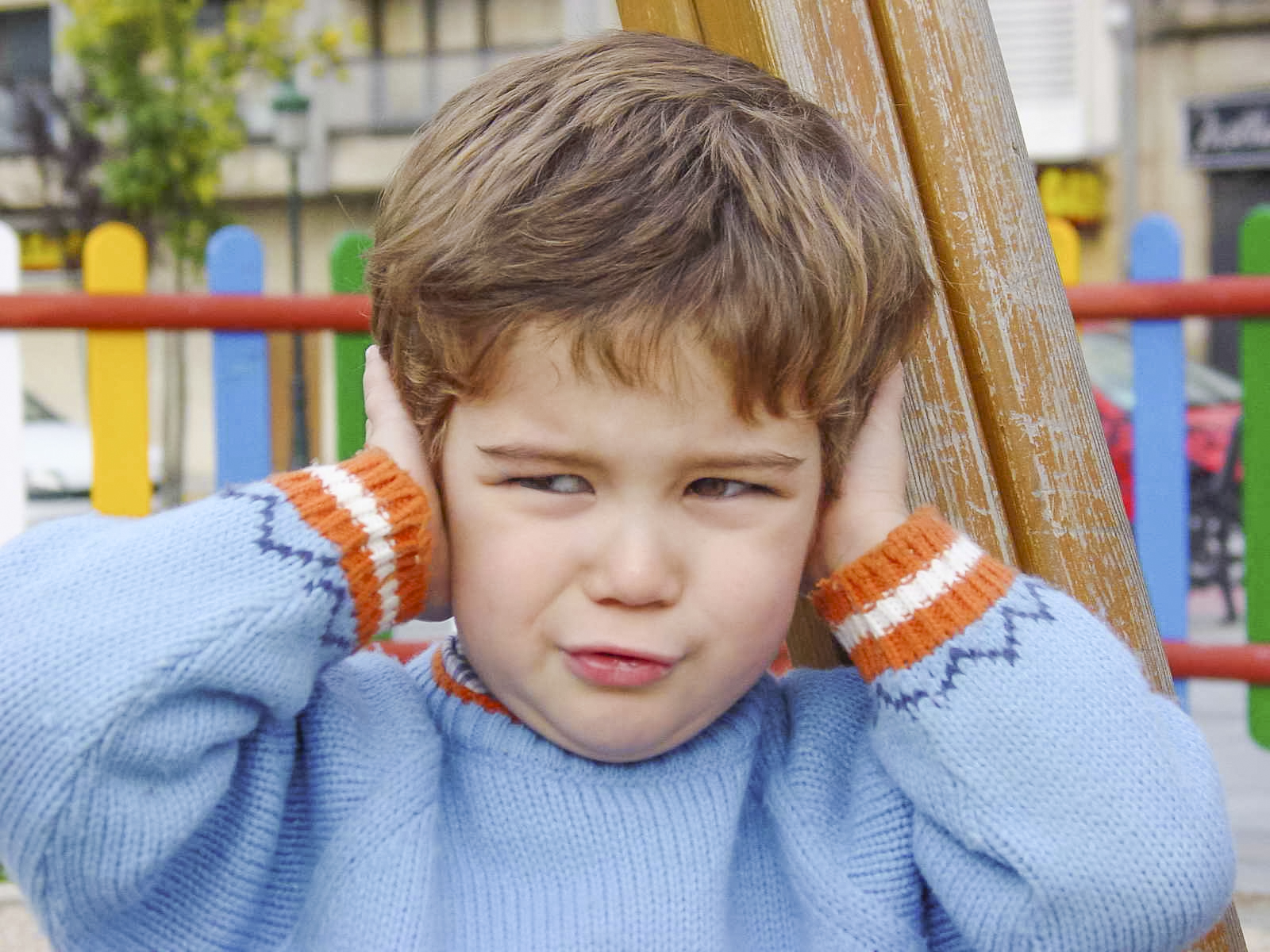
La hiperacúsia està present amb una alta prevalença en la síndrome d'Asperger

Generalment, els Asperger tenen una excel·lent percepció auditiva i visual. Els nens amb TEA mostren una major percepció de petits canvis en els patrons, com ara arranjaments d'objectes o d'imatges conegudes, però a diferència de les persones amb un autisme d'alt funcionament, els Asperger tenen dèficits en algunes tasques que impliquen la percepció visual, la percepció auditiva i la memòria visual.
Les percepcions i experiències sensorials són inusuals per a molts Asperger. Poden ser excepcionalment sensibles o insensibles al so, a la llum i a altres estímuls. Aquestes reaccions sensorials existeixen en altres trastorns del desenvolupament. Hi ha poques dades per donar suport l'augment de la reacció de lluita o fugida o el fracàs de la tolerància; hi ha més evidència de la disminució de la capacitat de resposta als estímuls sensorials, encara que diversos estudis no mostren diferències. Els Asperger mostren una intolerància al soroll inesperat i sense control, mentre que el sorolls controlats són acceptats molt millor.
La hipersensibilitat és més comuna per l'oïda i el tacte. La hiperacúsia està present en el 69% dels casos i el tinnitus en el 35%, segons amb un estudi epidemiològic de 55 pacients. La sensibilitat tàctil pot ser tal que la persona es nega a ser tocada (aquest és el cas de Temple Grandin), besar o ser besada, tallar-se o deixar créixer els cabells (a causa de la sensació que sent quan els cabells tallats cauen sobre el seu cos), mantenir certs objectes a les mans (cola, textura de la roba, etc.) o aversió a la roba incòmoda. Hans Asperger va observar que els adolescents que estudiava odiaven la sensació de l'aigua a la cara. Aquesta característica comuna entre els Asperger pot causar problemes d'higiene. No obstant això, poden percebre algunes sensacions tàctils com a agradables.
Més de la meitat dels Asperger tenen una sensibilitat olfactiva i gustativa superior a la mitjana. Poden tenir dificultats a l'hora d'escollir aliments. Entre el 18% i el 23% dels adolescents amb anorèxia també tenen signes d'Asperger.
La sensibilitat visual es documenta a través de testimonis de dones amb Asperger que descriuen la seva aversió a la llum de neó i als supermercats i grans magatzems, a causa de la gran quantitat d'objectes de totes les formes i colors.

### La imaginació i la ficció

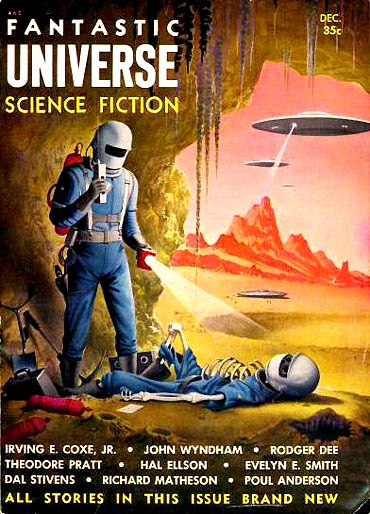
Els Asperger llegeixen sovint ciència-ficció

Els Asperger, especialment les dones, tendeixen a desenvolupar una abundant imaginació que, segons el psicòleg britànic Tony Attwood, és una estratègia de compensació als sentiments, evitant així trastorns d'ansietat. Els nens sovint tenen amics imaginaris, una particularitat relacionada amb els Asperger.
Els nens d'Asperger poden imaginar tota mena de situacions; Peter Vermeulen cita el cas d'un jove apassionat per l'agricultura que es va enfadar perquè els seus pares estaven caminant sobre les plantacions que ell havia imaginat que creixien al terra del seu apartament. La seva imaginació pot progressar a través de la lectura d'obres de ciència-ficció i fantasia, una passió per l'astronomia i la geografia de països llunyans i desconeguts, i per l'escriptura. La lectura i l'escriptura tenen l'avantatge de permetre que la persona amb Asperger explori els pensaments dels altres.
Per contra, segons alguns criteris del diagnòstic, els Asperger adults poden tenir una deficiència d'imaginació, absent en els nens. Es manifesta per la incapacitat de «simular» i crear ficció espontània, així com una falta d'interès en la ficció general a favor dels aspectes purament reals, especialment en els homes.
Les dones poden mantenir un interès especial en la ficció. Fins i tot, un nombre de dones amb Asperger es converteixen en escriptores amb èxit en la literatura fantàstica. La teoria de la deficiència de la imaginació és controvertida perquè molts casos d'Asperger tenen imaginació molt fèrtil.

### La sexualitat, la vida familiar i la maternitat
Les persones amb Asperger experimenten el mateix desenvolupament dels caràcters sexuals secundaris i tenen les mateixes necessitats que les persones neurotípiques, però les seves dificultats de comunicació limiten les interaccions amoroses i provoquen comportaments inadequats. L'experiència de la identitat de gènere es modifica en l'adolescència a causa de la falta de comprensió de context sòcio-sexual. Establir relacions amb l'ésser estimat sol ser difícil per a un Asperger; en l'adolescència, tots senten la necessitat de complaure, però sovint són incapaços d'aconseguir-ho. Ells no estan interessats en la moda dels vestits ni en els codis de seducció associats, no perceben el romanticisme de certs contexts o certes paraules i s'equivoquen en la interpretació de les emocions de la seva parella. Generalment, l'atracció es basa més en el físic de l'altre que en el sexe. La sexualitat pot manifestar-se amb rutines obsessives o, per contra, evitar el contacte íntim. Els Asperger també practiquen molt sovint l'autoestimulació sexual. La seva possible hipersensibilitat tàctil pot donar lloc a la percepció que les relacions íntimes són desagradables. Tot i que no hi ha cap estudi fiable sobre aquest tema, és possible que els Asperger tinguin una preferència per les relacions homosexuals lleugerament per sobre de la mitjana de la gent neurotípica.
Una altra dificultat sorgeix a través de la confiança en la parella; quasi tots els Asperger concedeixen la seva total confiança. Sovint es mostren molt ingenus, pel que és particularment fàcil d'enganyar-los. Per contra, una sola traïció en la seva total confiança pot causar, generalment, una ruptura definitiva de la parella. Algunes dones Asperger perden totalment l'interès per l'amor i la vida en parella. Pot ser difícil trobar interessos comuns: la música, el teatre i els animals (especialment els gats) poden apropar les dues persones de la parella. És estrany però, que l'Asperger estigui interessat en els esports. En la vida de parella, la manca d'atenció emocional pot empènyer la seva parella a creure que no és estimada. La persona amb Asperger també tendeix a creure que deixant el seu company en la solitud és la millor manera de permetre que estigui còmode. La parella Asperger també tendeix a ocultar els seus possibles sentiments d'estrès i tristesa. Per totes aquestes raons, l'efecte de la síndrome pot ser devastador en la vida de parella.
L'Asperger té dificultats per proporcionar suport emocional i compartir activitats familiars. Hi ha pocs estudis sobre la relació que tenen les persones Asperger amb els seus fills. Vuit dones Asperger que es van convertir en mares van expressar un malentès recurrent en la forma de criar-los, de la necessitat de controlar el seu fill, i d'experiències sensorials inusuals.

## Història

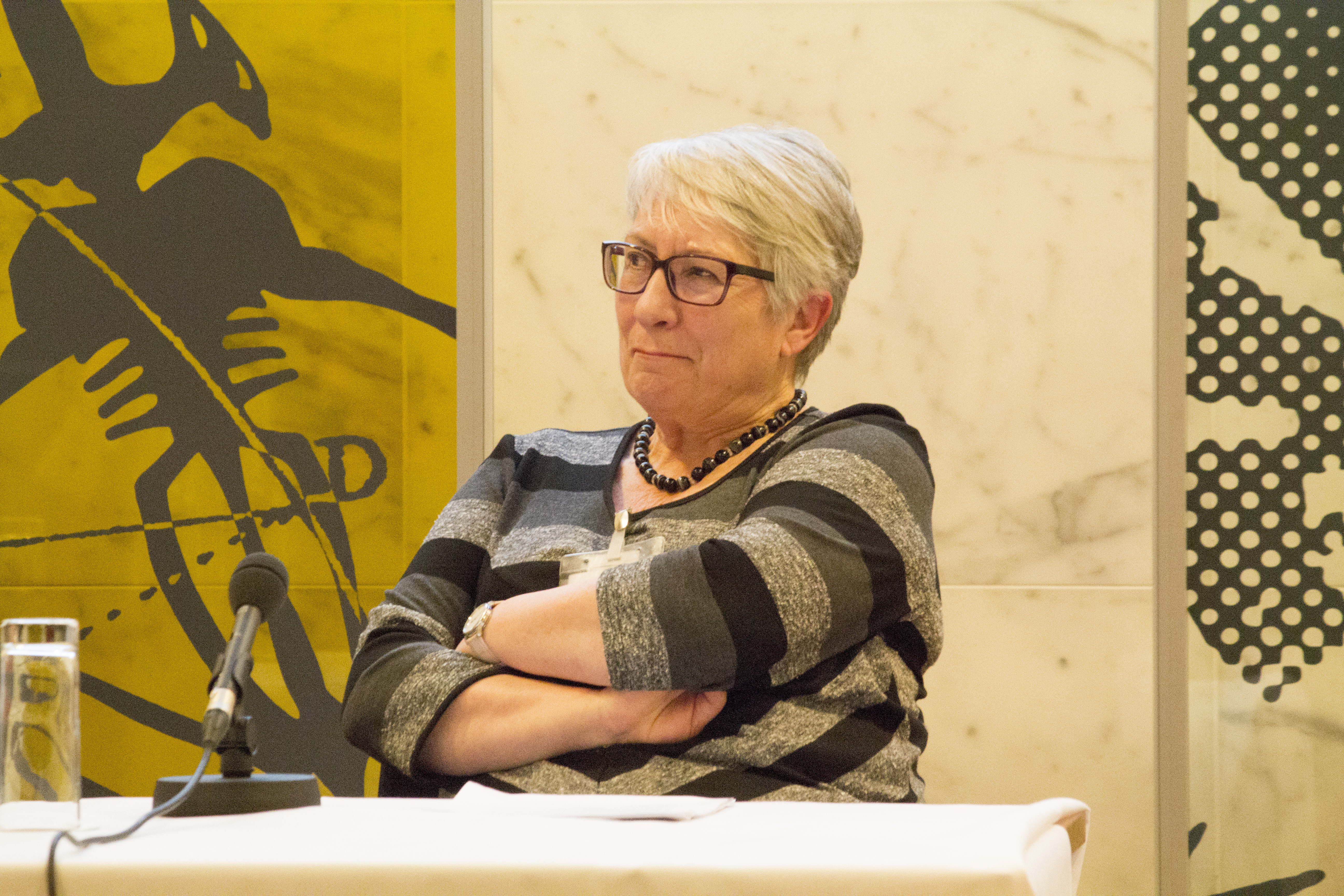
La investigadora alemanya Uta Frith ha estudiat la Síndrome d'Asperger

Les primeres descripcions es remunten a la dècada del 1920, però Hans Asperger va ser el primer d'identificar realment la síndrome dins de la «psicopatia autística infantil», el 1944. Va demostrar notable precisió en la descripció de la síndrome, que és semblant a un trastorn de la personalitat. Les observacions de Hans Asperger van seguir sent desconegudes en general fins a 1981, quan Leo Kanner va formar la base de la definició d'autisme infantil. A partir d'aquesta data es van multiplicar les observacions d'autisme d'alt funcionament o autisme atípic. Aproximadament el 25% dels pacients diagnosticats amb autisme no tenen discapacitat intel·lectual o retard en el llenguatge.
El 1981, la psiquiatra britànica Lorna Wing va publicar un estudi sobre 34 casos de nens amb autisme d'alt funcionament i va utilitzar el terme «síndrome d'Asperger». La investigació sobre l'autisme d'alt funcionament està augmentant, especialment en els països de parla anglesa, per ajudar a donar a conèixer la síndrome d'Asperger al públic en general. Ella amplia lleugerament el concepte que Asperger va descobrir la síndrome que ara porta el seu nom. Aquest article sobre Hans Asperger va ser traduït per Uta Frith el 1991. Això altera la definició d'autisme perquè les persones amb retard mental (o superdotat) i sense actualment estan incloses en el mateix «espectre autista». Diversos especialistes treballen en la definició dels criteris de diagnòstic fiables. Mentre el trastorn generalitzat del desenvolupament inclou la síndrome d'Asperger al CIM el 1993 i al DSM-IV el 1994.
Després d'un famós article de Steve Silberman en la revista Wired al desembre del 2001, anomenat «The Geek Syndrome» (la síndrome del friki), també s'utilitza aquest terme de manera inadequada per a referir-se a la síndrome d'Asperger. Des de la dècada del 1990, es va crear a través de llocs web una «cultura Aspie», associacions i publicacions autobiogràfiques. La cobertura mediàtica de la capacitat intel·lectual de moltes persones diagnosticades, com Daniel Tammet i Josef Schovanec, ha popularitzat la síndrome d'Asperger.

## Causes i mecanismes
Les causes exactes de l'autisme d'Asperger continuen sent desconegudes, com ho demostra l'informe del comitè de la revista científica Nature, «The Autism Enigma» (2011) (L'enigma de l'autisme): «Malgrat els avenços, els esforços per dilucidar com els gens i el medi ambient influeixen en el desenvolupament de l'autisme són encara lluny d'assolir el seu objectiu».
Hi ha diversos factors que es creu que tenen un paper en l'expressió de l'autisme, donada la variabilitat fenotípica observada en persones amb síndrome d'Asperger. Una cosa és certa, segons Tony Attwood (2012): «l'Asperger no té un origen psicogen, sinó més aviat una etiopatogènesi que implica mecanismes genètics i anormalitats en el cervell». Es creu que els factors ambientals influeixen en tot el cervell, en lloc d'una part específica. És possible que el mecanisme de la síndrome d'Asperger sigui diferent als dels altres trastorns de l'espectre autista.
Hi ha molts factors que donen suport a la tesi d'una transmissió genètica; els familiars de les persones diagnosticades amb Asperger presenten sovint un o més símptomes. Hans Asperger ja ho havia notat. Queda per descobrir els mecanismes genètics exactes involucrats. La investigació se centra en els mecanismes comuns amb l'autisme clàssic. Una deficiència de cofactor de molibdè (MOC) podria resultar la hipersensibilitat a l'estrès oxidatiu, una disminució en el nombre de sinapsis i una neurotransmissió anormal. També sembla deficient l'àcid γ-aminobutíric (GABA), el que indueix les dificultats per gestionar i eliminar les imatges visuals, i la tendència a concentrar-se en els detalls. La síndrome d'Asperger pot dependre de components genètics dominants com els d'autisme clàssic. Probablement hi ha un grup comú de gens que inclouen al·lels que fan que una persona sigui vulnerable al desenvolupament de l'Asperger; si aquest és el cas, la combinació particular d'al·lels determinarien la gravetat dels símptomes per a cada individu afectat. Alguns investigadors qüestionen el cromosoma 6 humà i la flora intestinal. La investigació publicada al març de l'any 2015 va revelar una similitud entre els gens implicats en l'autisme i els d'intel·ligència, el que pot explicar el rendiment cognitiu de vegades sorprenent de persones amb autisme sense discapacitat intel·lectual. Contràriament a la teoria que ha prevalgut sempre, les mares dels nens amb Asperger no són les causants dels trastorns dels seus fills.
S'han proposat diverses representacions conceptuals dels mecanismes de la síndrome. La teoria de la «feble coherència central» (desequilibri específic en la integració d'informació a diferents nivells), emesa per Uta Frith en 1989, ha estat àmpliament qüestionada, sobretot per les capacitats de memorització de les persones amb Asperger.
Actualment s'està treballant com si fos una anomalia relacionada amb la teoria de la ment (incapacitat per comprendre amb normalitat el que emet un altre, segons Uta Frith i Simon Baron-Cohen; incapacitat per emetre amb normalitat elements que són rebuts per l'altre per ser entès, segons Tony Attwood). Simon Baron-Cohen més aviat busca un cervell «hipermasculí» caracteritzat per una mala empatia i una major capacitat de «sistematitzar». La teoria de la motivació social molt disminuïda experimentar certa popularitat.

### Les dificultats prenatals i postnatals, i els factors ambientals
En la seva primera publicació sobre el tema en 1981, Lorna Wing va assenyalar que moltes mares dels nens d'Asperger havien experimentat un embaràs difícil, que pot causar anomalies cerebrals en els nens. Un estudi posterior va demostrar que el 31% de les mares havien experimentat complicacions durant l'embaràs, i el 60% s'havien trobat amb diversos problemes fins al part.
La comparació de la mida i pes dels nens (factors obstètrics) no han produït cap resultat concloent, malgrat que alguns nadons neixen amb macrocefàlia (el cap més desenvolupat del normal). Un de quatre Asperger presenten un desenvolupament del perímetre cranial més ràpid que el nadó neurotípic, que torna a la normalitat després dels cinc anys. També sembla que els casos de síndrome d'Asperger són més comuns quan es tracta d'un part prematur o un part després del terme. Alguns casos de síndrome d'Asperger s'han relacionat amb l'exposició d'agents teratògens (agents que causen defectes de naixement) durant les primeres vuit setmanes després de la concepció. Si bé això no exclou la possibilitat que els TEA s'iniciïn més tard, hi ha una gran sospita que es desenvolupin molt d'hora en el desenvolupament del nen.
Es creu que molts factors ambientals influeixen en el desenvolupament de la síndrome després del naixement, però no hi ha cap evidència.

### Les diferències cerebrals

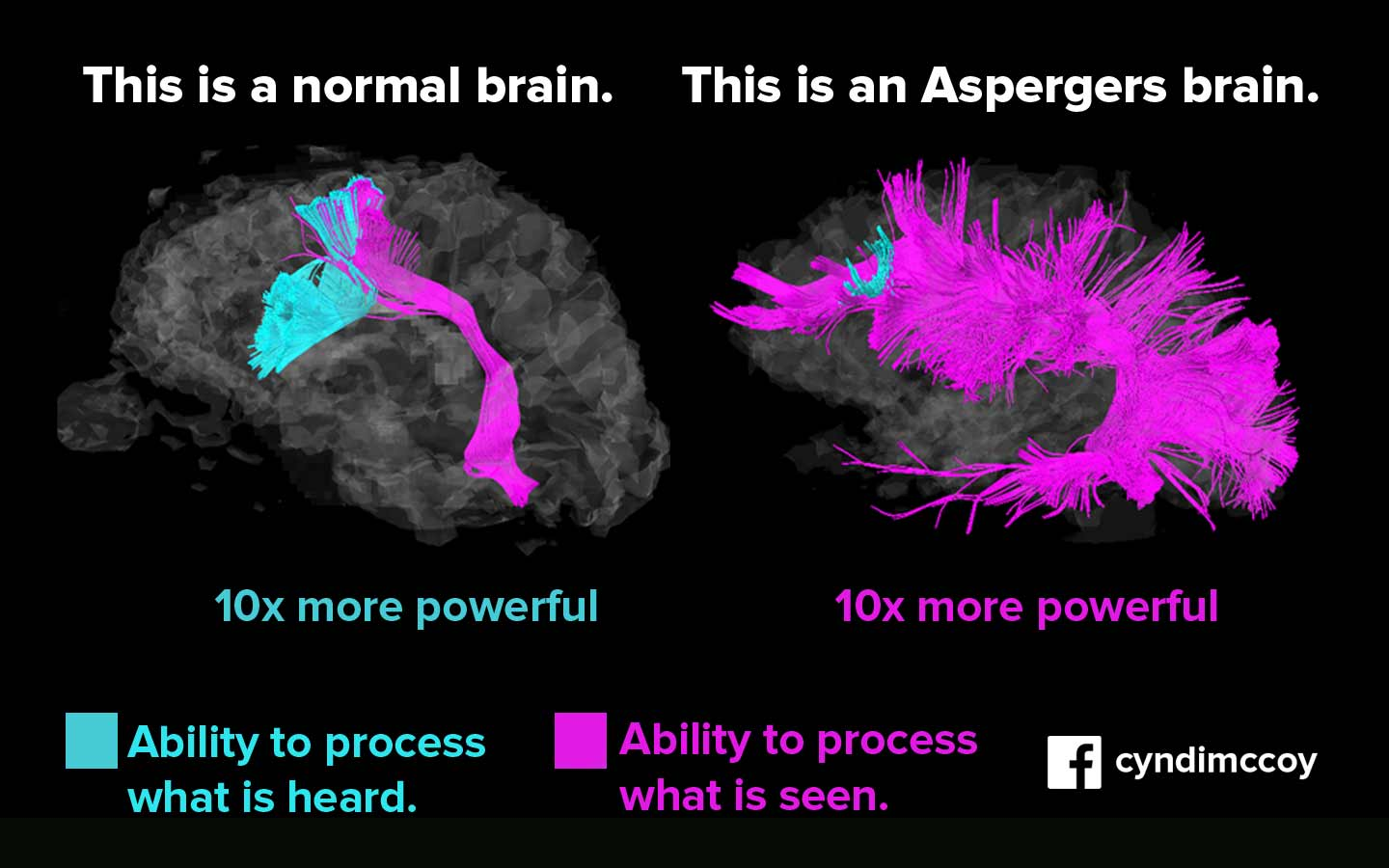
Comparació de les àrees de comprensió oral (turquesa) i visual (lila) del cervell neurotípic (esquerra) i del cervell Asperger (dreta)

Els estudis neurològics (incloent les imatges del cervell) han mostrar un mal funcionament del cervell social en les persones amb síndrome d'Asperger, que afecta particularment a les regions frontals i temporals de l'escorça cerebral. La xarxa que connecta el còrtex prefrontal amb el lòbul temporal, implicats en la intuïció i en la teoria de la ment, presenta una activació reduïda i la mala connexió.
També es discuteix una disfunció del cerebel, que s'estaria involucrat en la manca de destresa i els problemes de coordinació física, el que resulta en una deficiència en la capacitat de combinar les entrades sensorials amb les ordres motores apropiades. L'amígdala i els ganglis basals han estat implicats, el que porta a la conclusió que «la connectivitat funcional de les estructures del lòbul temporal és específicament anormal en persones amb síndrome d'Asperger».
Les investigacions anteriors s'havien centrat en un mal funcionament de l'hemisferi cortical dret, comparant aquesta síndrome amb la dificultat d'aprenentatge no verbal. També es van detectar altres anomalies en el sistema dopaminèrgic respecte de la dopamina presinàptica, similars al que s'observen en els casos d'esquizofrènia.
Els estudis preliminars s'orienten sobre l'ampliació de les àrees temporals i parietals, i l'augment de la substància grisa.

### Trastorns relacionats amb la teoria de la ment
La teoria de la ment es defineix per la capacitat de reconèixer i entendre els pensaments, creences, desitjos i intencions dels altres, pel que és sinònim de «capacitat d'empatia».

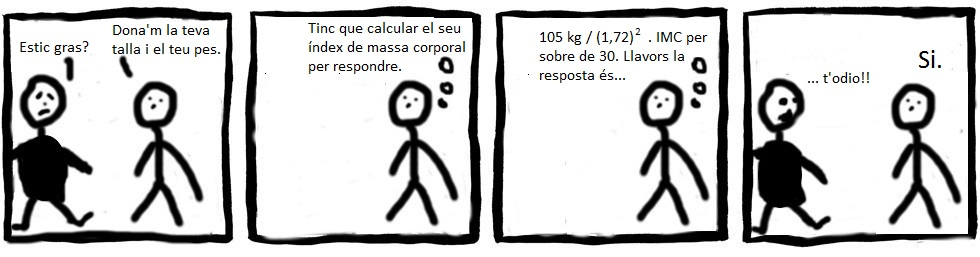
Exemple de manca de teoria de la ment (empatia) quan l'Asperger respon a una pregunta que implica emocions

	
La hipòtesi d'una falta o absència de teoria de la ment es refina en l'Asperger: 
| « | L'evidència experimental suggereix que els individus amb síndrome d'Asperger poden no tenir una teoria intuïtiva de la ment (mentalització), però poden ser capaços d'adquirir una teoria explícita de la ment. | » |

Sembla estar implicada la disfunció de l'amígdala.
Les persones diagnosticades amb Asperger arriben al mateix nivell de rendiment que els subjectes controlats en algunes proves simples de la teoria de la ment, però molt sovint fallen en proves complexes, el que indica un dèficit selectiu en la interpretació de les intencions dels altres. Empitjoren en l'empatia cognitiva (la comprensió de les emocions dels altres), però estan en la mitjana en l'empatia emocional. El dèficit afecta específicament el reconeixement de les emocions positives.
D'acord amb Uta Frith i F. Happe, també és possible que els Asperger tinguin una consciència de si mateixos diferent de les persones neurotípiques, perquè usen la intel·ligència i l'experiència en lloc de la intuïció. Tony Attwood s'adhereix a la visió i posa l'exemple de les autobiografies de persones amb Asperger, que tenen les seves qualitats gairebé com les dels filòsofs.

## Diagnòstic
Els pares dels nens Asperger solen veure les diferències en el desenvolupament del seu fill a l'edat de 30 mesos. Un examen de rutina fet per un metge de família o pediatre pot identificar els símptomes, però requereixen proves addicionals. El diagnòstic de la síndrome d'Asperger és molt complex per moltes raons. Situat a la part superior dels trastorns de l'espectre autista (a diferència de l'autisme de Kanner o l'autisme infantil clàssic), és més difícil de detectar, ja que aquest últim no s'acompanya de retard mental. La dificultat rau en la invisibilitat dels trastorns de l'espectre autista sense discapacitat intel·lectual, una especificat subratllada per molts especialistes. Sovint, es diu que la síndrome d'Asperger és una «discapacitat invisible».
L'educadora especialitzada Carol Gray i el psicòleg Tony Attwood van proposar en 1990 els criteris de diagnòstic tenint en compte els descobriments recents. Existeixen diversos instruments de detecció per als nens, els adolescents i els adults. Aquests criteris no estan pas consensuats. Per exemple, la manca de retard en l'adquisició del llenguatge és un criteri important en certs diagnòstics, mentre que alguns pacients diagnosticats en presenten un. Segons Tony Attwood, el diagnòstic de les dones és més difícil que el dels homes degut a la seva capacitat d'ocultar deliberadament les seves dificultats en la interacció social. L'escriptora i activista Liane Holliday Willey creu que les dones són significativament infradiagnosticades. De la mateixa manera, és més difícil diagnosticar en l'edat adulta que en la infància. Els problemes socials no sempre són visibles en la primera infància i els adults aprenen a amagar-se en un aprenentatge compensatori. La gran majoria de la investigació se centra en el diagnòstic durant la infància, malgrat la clara evidència d'una persistència en l'edat adulta. La publicació cada cop més freqüent d'autobiografies escrites per persones amb Asperger i els articles sobre el tema en els mitjans de comunicació han portat a un nombre creixent d'adults a buscar un diagnòstic per a ells mateixos o per a un ésser estimat; per a Laurent Mottron, aquestes peticions de diagnòstic han de ser preses seriosament, ja que sovint condueixen a la confirmació de la síndrome.
Els criteris de diagnòstic estàndard requereixen un deteriorament en la interacció social i patrons repetitius i estereotipats de comportament, activitats i interessos, sense un retard significatiu en el llenguatge o el desenvolupament cognitiu. A diferència de la norma internacional, els criteris del DSM-IV-TR també requereixen un deteriorament significatiu en el funcionament diari; el DSM-5 va eliminar la síndrome d'Asperger com un diagnòstic separat el 2013, i el va incloure al ventall dels trastorns de l'espectre autista (TAE). Altres conjunts de criteris de diagnòstic han estat proposats per Szatmari et al. i per Christopher Gillberg.
El diagnòstic es realitza entre els 4 i 11 anys. Una avaluació integral implica un equip multidisciplinari que observa múltiples marcs, i inclou avaluació neurològica i genètica, així com proves de cognició, funció psicomotriu, fortaleses i debilitats verbals i no verbals, estil d'aprenentatge i habilitats per a la vida independent. L' «estàndard d'or» del programa de detecció de l'Asperger combina el judici clínic amb l'entrevista diagnòstica d'autisme revisada (ADI-R) (una entrevista estructurada als pares), i el programa d'observació de diagnòstic d'autisme (ADOS) (una conversa i una entrevista basada en el joc amb el nen). El diagnòstic retardat o equivocat pot ser traumàtic per als individus i famílies; per exemple, el diagnòstic incorrecte pot conduir a una medicació que pot empitjorar el comportament.
- L'escala de Gilliam (Gilliam Asperger's disorder scale, GADS)[197] és una eina de diagnòstic que avalua el comportament, que es pot utilitzar individualment o per professionals. Normalment és utilitzat pels psicòlegs.[198][199][200][201] Compta amb 32 criteris de diagnòstic, dividits en 4 categories: interaccions socials, comportament limitat, comportament cognitiu i una categoria opcional: desenvolupament precoç.[198] La puntuació obtinguda en cadascuna d'aquestes categories dona el «quocient de la síndrome d'Asperger» (Asperger's disorder quotient).[198] Aquesta prova triga a fer-se uns deu minuts. L'escala està disponible en una versió per a pares i professors.[200] Té l'avantatge de proporcionar una eina senzilla de gestionar.[201]

- El programa d'observació de diagnòstic d'autisme (Autism Diagnostic Observation Schedule, ADOS) és un instrument per al diagnòstic i l'avaluació de l'autisme. El protocol consisteix en una sèrie de tasques estructurades i semiestructurades que impliquen la interacció social entre l'examinador i el subjecte. L'examinador observa i identifica segments del comportament del subjecte i els assigna a categories d'observació predeterminades. Posteriorment, les observacions categoritzades es combinen per produir puntuacions quantitatives per a l'anàlisi. Buscant determinats límits es pot identificar el possible diagnòstic de trastorns autistes clàssics o trastorns relacionats amb l'espectre autista, permetent una avaluació estandarditzada dels símptomes autistes. L'entrevista diagnòstica d'autisme revisada (Autism Diagnostic Interview-Revised, ADI-R), un instrument acompanyant, és una entrevista estructurada realitzada amb els pares del referit individu i abasta la història completa del desenvolupament del subjecte.[202]

- El quocient de l'espectre autista (Autism-spectrum quotient, AQ) és un qüestionari publicat l'any 2001 per Simon Baron-Cohen i els seus col·legues al Centre d'Investigació d'Autisme de Cambridge, Regne Unit; consisteix en cinquanta preguntes i té com a objectiu investigar si els adults d'intel·ligència mitjana presenten símptomes d'autisme o una de les altres condicions de l'espectre autista. L'any 2005, Simon Baron-Cohen va posar a punt l'Avaluació d'Asperger en Adults (Adult Asperger Assessment, AAA);[203] es tracta d'un instrument per al diagnòstic de la síndrome d'Asperger que complementa els valors del quocient d'empatia i del quocient de l'espectre autista amb una llista de 5 requisits i 18 símptomes per a valorar. Si el valor del quocient d'empatia és baix, el valor del quocient d'espectre autista alt i es compleixen els 5 requisits i un mínim de 10 dels símptomes, el subjecte avaluat manifesta el fenotip ampliat de l'autisme,[204] i existeix una gran probabilitat que estigui afectat per la síndrome d'Asperger.

- L'escala de valoració de l'autisme infantil (Childhood Autism Rating Scale, CARS) és una escala de qualificació de comportament destinada a diagnosticar l'autisme. El CARS es va dissenyar per ajudar a diferenciar els nens amb autisme dels que presentaven altres retards del desenvolupament, com ara la discapacitat intel·lectual.[205]

Un diagnòstic per defecte i el sobrediagnòstic poden ser problemes. El cost i la dificultat de la detecció i l'avaluació poden retardar el diagnòstic. Per contra, la creixent popularitat de les opcions de tractament amb medicaments i l'obtenció d'ajuts econòmics ha motivat als metges a diagnosticar excessivament la síndrome d'Asperger. Hi ha indicis que s'ha diagnosticat amb més freqüència en els últims anys, en part com un diagnòstic residual per a nens amb intel·ligència normal que no són autistes però que tenen dificultats socials.
Hi ha preguntes sobre la validació externa del diagnòstic de la síndrome d'Asperger. És a dir, no és clar si hi ha un benefici pràctic per distingir la síndrome d'Asperger de l'autisme d'alt funcionament i del trastorn generalitzat del desenvolupament no especificat; el mateix nen pot rebre diferents diagnòstics segons l'eina de selecció. El debat sobre la distinció la síndrome d'Asperger i l'autisme d'alt funcionament es deu, en part, a un dilema tautològic on es defineixen els trastorns en funció de la gravetat del deteriorament, de manera que es preveuen estudis que semblen confirmar diferències basats en la gravetat.

## Epidemiologia
La prevalença estimada de la síndrome d'Asperger varia segons els resultats dels estudis, de 0,3 a 48 per 10.000 (dades de 2012 i 2013), donant una taxa d'entre 1 sobre 33.000 i 1 sobre 208. Prenent per base els criteris del Dr Gillberg, hauria un nen amb Asperger entre 200 i 250 nens sense Asperger.
L'Asperger representa al voltant del 10% dels casos de TEA. Per raons que encara es debaten, la taxa de prevalença de la síndrome tendeix a augmentar amb el temps. S'estudien diverses hipòtesis explicatives: l'ampliació dels criteris de diagnòstic, un millor coneixement del transtorn pels metges i les seves famílies, un canvi en les condicions ambientals i socials. Als Estats Units, en particular, les amistats i les relacions familiars en l'entorn sociocultural han pogut fer augmentar la prevalença de la síndrome.
Un estudi publicat en 2015 proporciona una estimació de prop de 31 milions de persones afectades a tot el món al 2013, ja siguin diagnosticats o no. Aproximadament el 46% dels nens diagnosticats tenen un parent de primer grau que presenta els símptomes d'aquesta síndrome, una taxa que s'eleva a aproximadament 50% mitjançant l'ús de criteris ampliats. En un estudi epidemiològic de 1998 es va trobar que el 5% mares i 20% dels pares tenen símptomes clars i visibles de la síndrome, que dona suport a la teoria de la transmissió genètica. Examinant també les persones relacionades amb un segon i un tercer grau, sembla que dos terços de les persones diagnosticades tenen un pare que té símptomes similars.
La síndrome es diagnostica en 3 o 4 nens per cada nena, una diferència generalment baixa (distribució equitativa). Però diferents investigadors calculen que per la distribució real (comptant els casos sense diagnosticar) la diferència pot arribar a ser més gran (fins a 9 nens a una nena).

## Pronòstic
Per a Tony Attwood, la síndrome d'Asperger és una malaltia greu, però és un transtorn que no s'ha de considerar de manera massa pessimista pel que fa a la seva evolució; la persona pot aprendre a desenvolupar les seves capacitats socials. Per tant, al voltant del 20% dels nens no compleixen amb els criteris de diagnòstic en l'edat adulta, encara que poden persistir les dificultats socials i de comunicació. L'aprenentatge pot millorar significativament les relacions socials durant la vida, fins i tot després dels trenta anys. Els dèficits socials poden romandre de per vida, però els resultats són generalment més positius per a les persones localitzades a la part inferior dels trastorns de l'espectre autista. A més, els símptomes de TEA són més propensos a disminuir amb el temps en els nens amb síndrome d'Asperger o amb autisme d'alt funcionament.
Hi ha pocs estudis sobre les conseqüències de la síndrome de llarg termini. Les persones semblen tenir una esperança de vida normal, però presenten un risc d'augment de la comorbiditat d'ordre psiquiàtric, afectant al pronòstic. A mitjans de 2015, un estudi de 50 homes adults majors amb Asperger de mitjana trenta anys va mostrar que només tres d'ells ja no complien amb els criteris d'un trastorn neurològic o psiquiàtric vint anys després del primer diagnòstic d'Asperger.
Més de la meitat pateixen d'un trastorn per dèficit d'atenció o depressió, destacant la necessitat d'un seguiment de les persones amb Asperger a llarg termini.

## Conseqüències
Tot i que els adults amb Asperger poden tenir problemes similars, no és normal que rebin el tractament que s'ofereix als nens. Les conseqüències finals d'aquesta condició depenen de la intensitat amb què es manifesta i del grau d'aïllament social en què s'han desenvolupat. Els dèficits socials dels Asperger causen molts malentesos en el cas d'un comportament inadequat en una situació donada; per exemple, dificultat per fer contacte visual es confon amb la culpabilitat. Els Asperger reben nombrosos retrets durant tota la seva vida, per una conducta que no és possible canviar (autoestimulació, malaptesa social ...). Molts pateixen de la incapacitat de fer amics. Els esforços en situacions de contacte social el poden fer estar en un estat d'alerta permanent, que li pot provocar l'esgotament físic i mental. L'estrès influeix molt negativament a les persones amb Asperger, sobretot perquè encara redueix encara més la seva percepció dels estats d'ànim dels altres. Els signes de la síndrome són més visibles en els moments d'estrès.
Poden trobar dificultats cercant feina o estudiant diplomatures o llicenciatures a causa de la seva poca habilitat per a les entrevistes o el seu perfil resultant en les proves de personalitat. També poden ser més vulnerables a la pobresa en comparació a la població en general, per les seves dificultats en trobar i mantenir el treball, la manca d'estudis, habilitats socials limitades i altres factors. Encara que, això últim podria no ser així a causa dels ingressos mínims per discapacitat i poder amb això heretar amb més facilitat el patrimoni familiar de membres de fins a tercer grau, i la virtut d'aquestes persones de posseir una intel·ligència per sobre dels neurotípics per evitar situacions de pobresa. Si realment aconsegueixen ocupació, poden ser malentesos, es poden aprofitar d'ells, cobrar menys que companys sense Asperger, i ser el blanc d'abusos, discriminació i assetjament laboral. El seu dèficit de comunicació pot fer que la gent a la feina tingui dificultats en entendre la persona amb Asperger, i poden tenir problemes amb els seus caps i supervisors. També poden tenir una escassa o nul·la capacitat per treballar sota pressió.
De manera semblant a l'assetjament escolar, la persona amb Asperger és vulnerable a problemes en el veïnat, com a conducta asocial i assetjament de tercers cap a la seva persona.
En molts adults amb la síndrome es poden presentar actituds no acords amb la seva edat cronològica, la qual cosa fàcilment podria confondre amb la síndrome de Peter Pan. A més, en funció de la seva maduresa poden tenir problemes per realitzar amb normalitat tasques bàsiques d'autonomia a casa o al carrer, i a causa d'això necessiten ajuda de dependència per a poder-les realitzar amb normalitat.
Les persones amb Asperger poden tenir dificultats per mantenir relacions de parella estables o casar-se a causa de les seves limitades habilitats socials. D'altra banda, els adults amb Asperger amb un compromís socio-emocional petit es casen, obtenen títols universitaris i mantenen els llocs de treball. La seva tendència a utilitzar la lògica sovint fa que la gent amb Asperger arribi a un nivell molt alt en el seu camp d'interès (astronomia, matemàtiques, física, química, medicina, literatura i música ...).

### La integració i l'assetjament escolar
Sovint, els nens d'Asperger són assetjats per altres nens a l'escola, i en general són més vulnerables a l'assetjament que els altres nens. Segons Laurent Mottron i la majoria dels testimonis, aquest assetjament s'inicia en general al voltant de l'edat de deu anys i s'acompanya d'estrès i ansietat; abans d'aquesta edats els Asperger solen ser afavorits en l'escola primària degut a la seva capacitat d'aprenentatge.La seva freqüent necessitat de pensar abans de respondre en els contexts socials provoca que els altres nens els prenguin com a persones pedants, formals o amb retard mental, la qual cosa és una causa comuna d'assetjament escolar. L'estrès posttraumàtic que resulta d'aquest assetjament porta a molts nens amb Asperger al fracàs escolar, i a abandonar els estudis i les perspectives de carreres brillants.

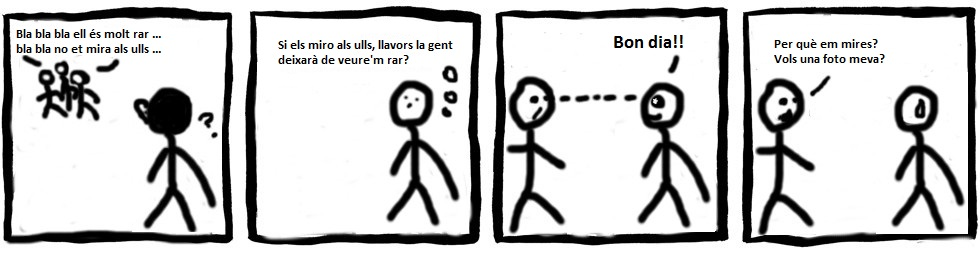
Exemple de dificultat que pot trobar un Asperger a l'escola

Els Asperger tendeixen a reprimir els seus sentiments i a demanar perdó constantment. Els seus intents d'integrar-se i tenir relacions d'amistat poques vegades tenen èxit. Ells poden patir un assetjament continu. Els casos d'assetjament més greu són desastrosos per a la seva autoestima i el seu equilibri mental. Tony Attwood ofereix diversos consells per evitar l'assetjament dels nens a l'escola: ajudar-los a refugiar-se amb un grup, fomentar la formació de grups de nens amb el mateix perfil, animar-los a denunciar el que pateixen i expressar els seus sentiments d'una manera clara.
Les dificultats d'integració sorgeixen durant tota l'escolarització, incloent a la universitat. A causa de les seves característiques sensorials, alguns estudiants amb Asperger es veuen obligats a evitar llocs públics com les germandats d'estudiants, bars i biblioteques.

### La vulnerabilitat davant la justícia
Les persones amb Asperger són especialment vulnerables durant els interrogatoris policials. En particular, les peculiaritats de l'expressió oral o del comportament poden ser simplement interpretades com a intencionals o deliberades. De la mateixa manera, les dificultats en la comprensió de les preguntes o declaracions fetes per altres, sobretot si impliquen l'ús de la ironia, el sarcasme o d'una altra manera que inclou un significat una mica embolicat, poden deixar a la persona Asperger confosa o ansiosa. Finalment, la ecolàlia de l'Asperger durant l'interrogatori pot ser vista com una aquiescència.

### Les dificultats per trobar i mantenir una feina
En igualtat d'habilitats, els Asperger ho tenen més difícil per trobar i mantenir una feina. Passar les entrevistes de feina, el treball en grup, dirigir un equip, complir amb els terminis i manejar l'estrès són obstacles per a un Asperger. Segons Tony Attwood, «malgrat això, també hi ha casos d'èxits professionals destacables».

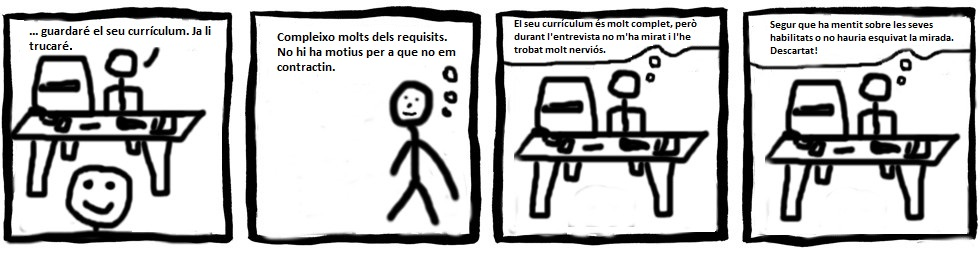
Exemple de discriminació d'un Asperger en una entrevista de feina

Un estudi de 250.000 Asperger identificats al Regne Unit el 2001 va trobar que només el 12% d'ells tenien una feina a temps complet. En general, aproximadament el 90% dels Asperger es troben sota-empleats i incapaços d'aconseguir la seva independència financera (2004). D'altra banda, generalment se sol avaluar malament el valor del seu propi treball i poden ser explotats econòmicament, o patir diverses burles dels seus col·legues. Se'ls considera erròniament com els mandrosos, irresponsables o estúpids.
No obstant això, tenen diversos avantatges sobre les persones neurotípiques en el món laboral. Semblen estar afavorits per assimilar fàcilment la programació i el grafisme informàtic, i generalment tenen un respecte absolut per les normes, sent molt honests.
Si el treball es troba en la seva l'àrea d'interès especial, llavors la persona amb Asperger serà «hiper-competent».

### La vulnerabilitat als trastorns emocionals o psicològics
El psiquiatre Mohammad Ghaziuddin ha estudiat els vincles entre la síndrome d'Asperger i els trastorns mentals. La síndrome d'Asperger sovint està vinculada a diversos problemes emocionals i psicològics: el 65% de les persones pateixen d'un trastorn de l'estat d'ànim o un trastorn afectiu, els més comuns són l'ansietat i la depressió. El 25% dels adults Asperger tenen el trastorn obsessivocompulsiu (TOC). També s'ha observat una tendència a l'autolesió i a l'estrès posttraumàtic, i un comportament agressiu (rebequeries freqüents). El risc de desenvolupar trastorns al·lucinatoris, com la paranoia o un trastorn de conducta, és també bastant alt. De totes les síndromes del TEA, la síndrome d'Asperger sembla el més probable que es combini amb el trastorn bipolar.
Al voltant de la meitat dels Asperger pateixen d'un trastorn per dèficit d'atenció amb hiperactivitat o sense (TDAH), tots dos diagnòstics no són excloents. La hiperactivitat pot persistir en l'edat adulta i causar importants problemes d'organització i de concentració. Segons Laurent Mottron, sembla que els Asperger pateixen d'un dèficit d'atenció específic, que pot ser entès com el TDAH.
És característic d'aquesta síndrome un alt nivell d'alexitímia, que causen les dificultats conegudes per identificar i descriure les pròpies emocions i les dels altres.
Els nens amb Asperger són més propensos que altres a tenir problemes per dormir, incloent la dificultat per agafar el son, freqüents despertars nocturns, i despertar d'hora al matí. Encara la mala qualitat del son i l'alexitímia s'associen amb la síndrome, la seva relació causal és incerta. Per contra, els problemes en les interaccions socials per mantenir amistats i relacions amb els companys semblen tenir un paper important en la salut mental i el benestar de l'Asperger.

#### L'ansietat

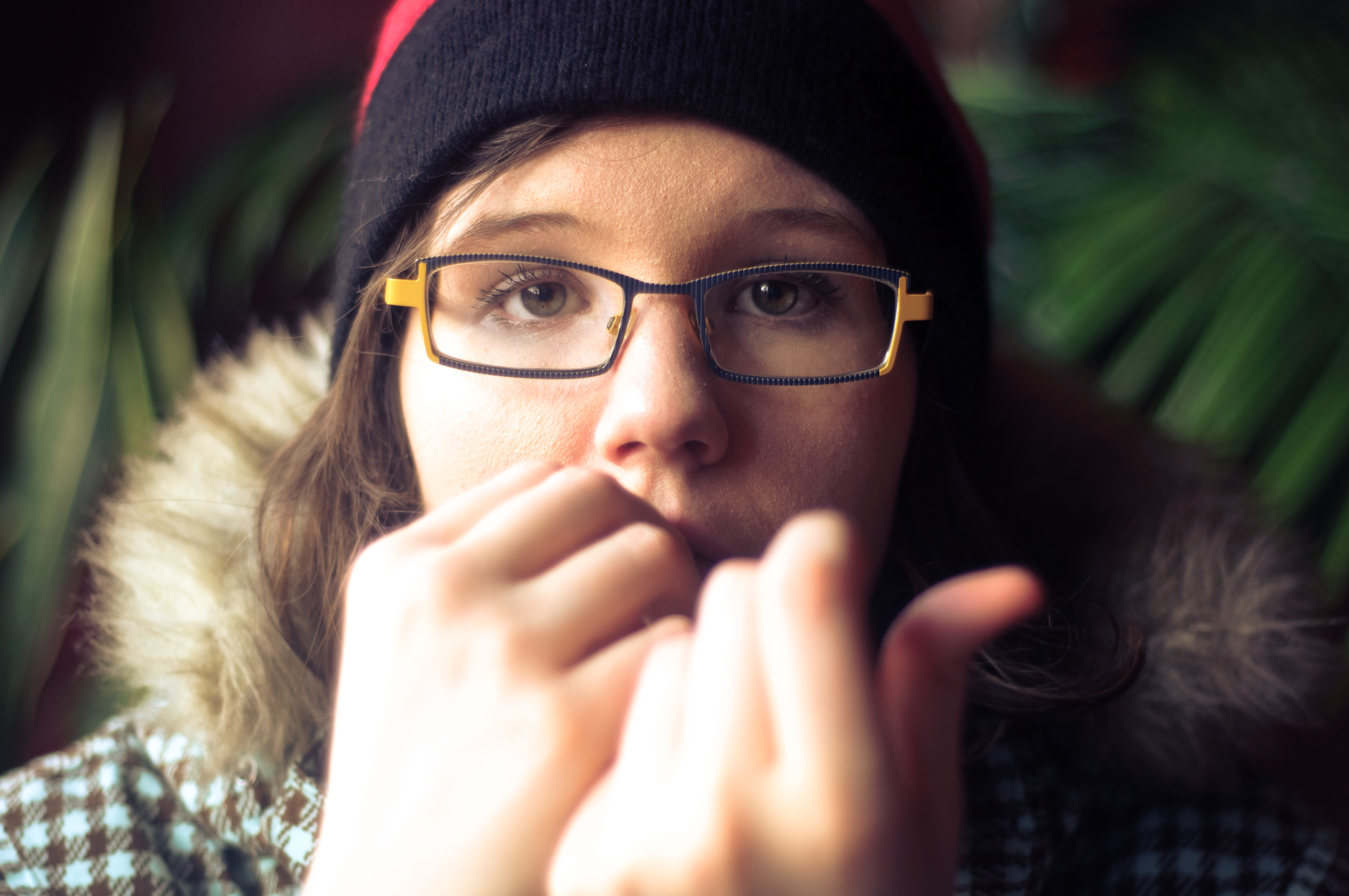
L'ansietat és molt freqüent en els Asperger

Les dificultats socials, la tendència a intel·lectualitzar en lloc d'usar la intuïció, i la incertesa sobre com els altres perceben i jutgen, generen una ansietat significativa en les persones amb síndrome d'Asperger, que pot empitjorar fins al trastorn d'ansietat generalitzada o un mutisme selectiu. Sovint, els nens perceben les relacions amb els seus companys de classe com a productores d'ansietat.
Els adults poden ser tractats per ansietat crònica. És possible que aquesta ansietat és un component de la síndrome associat amb característiques neurològiques, o és el resultat d'altres problemes, com ara la hipersensibilitat (incloent el soroll) i l'alexitímia.
Per lluitar contra l'ansietat, els Asperger trien per aïllar-se i limitar els seus contactes socials, per exemple, en negar-se a anar a l'escola.

#### La depressió, l'esquizofrènia i el suïcidi
| « | A la pràctica clínica, el diagnòstic diferencial de la síndrome d'Asperger en relació amb l'esquizofrènia pot ser un desafiament. | » |

Molts falsos diagnòstics, particularment a causa de la ignorància de la síndrome d'Asperger, han provocat tractaments inadequats. Un estudi sobre 58 persones diagnosticades han revelat que el 15% d'ells tenien esquizofrènia entre la seva família, i el 60% tenien membres de la seva família diagnosticades de depressió. Això suggereix una relació entre aquesta síndrome, la depressió i l'esquizofrènia. En alguns casos, una pèrdua d'empenta en la imaginació pot conduir a un diagnòstic d'esquizofrènia: un estudi centrat en nou persones amb Asperger seguit durant vint anys, tres d'ells van evolucionar fins a convertir-se en esquizofrènia. No obstant això, aquest risc d'evolució sembla relativament baix.
Els Asperger semblen molt més vulnerables als pensaments suïcides que la resta de la població. Un estudi realitzat per Simon Baron-Cohen sobre 374 persones adultes amb Asperger mostra que el 66% d'ells tenien pensaments suïcides. Prop d'altres 50 persones amb Asperger van ser preguntades en un altre estudi, i 18 (més del 35%) ja havien intentat suïcidar-se. Aquesta tendència suïcida no tan sol sembla estar lligada a la depressió i als símptomes més greus de la síndrome, sinó també als molts desafiaments que enfronten aquestes persones en termes d'exclusió social, l'aïllament i la solitud.
L'assetjament escolar pot portar a pensaments suïcides i una actitud extremadament crítica cap a un mateix i als altres. Tony Attwood estima que «entre els adolescents Asperger, la depressió és més la regla que l'excepció». Si una predisposició genètica pot ser un factor, la influència del sentiment de rebuig i la burla que se sotmeten periòdicament els Asperger no ha de ser passada per alt.

### La vulnerabilitat a les addiccions
Els estudis de cas sobre persones amb Asperger han revelat moltes addiccions. Al voltant d'un centenar d'homes Asperger d'entre 5 a 24 anys (2004), tretze patien d'alcoholisme sever i tres de drogoaddicció.Una de les addiccions més comunes és l'alcoholisme, que és «un mecanisme de defensa per fer front a la vida quotidiana», especialment per alleujar la sensació d'ansietat per les situacions socials. Molts Asperger es converteixen en alcohòlics, sense l'ajuda o consciència de la seva condició i de la seva síndrome, agafant un camí d'autodestrucció.
La drogoaddicció és també bastant freqüent, tot i que la limitació dels contactes socials poden protegir els adolescents d'aquest tipus de consum. El consum de cànnabis és comú entre alguns Asperger, que afirmen necessitar-la per controlar la seva ansietat. Els testimonis de consum d'alcohol i de drogues evoquen un intent de superar la malaptesa social, precisant que aquest consum els va ser de gran ajuda.

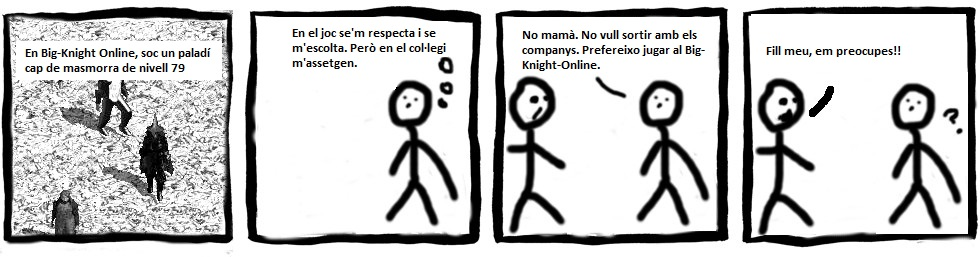
Una de les raons de l'addicció al joc entre els Asperger

Entre les generacions més joves, és notable l'addicció a internet i, més específicament, als videojocs de tipus MMORPG. Segons el Dr. John Charlton, qui va descobrir molts trets de la síndrome d'Asperger en un estudi sobre 400 jugadors, és important recordar que el jugar als videojocs no causa autisme, però permet a l'autista «escapar a un món en el qual poden evitar el tracte cara a cara». Un article publicat a la revista Wired suggereix que les característiques de la síndrome fa que els Asperger estiguin naturalment més dotats dotat per comprendre i explotar els mecanismes d'aquests jocs, el que augmenta la seva atracció.
Les raons d'aquestes addiccions segueixen sense estar clares. L'herència genètica podria ser una causa.

## Avaluació i gestió
Hi ha diversos enfocaments per al tractament de l'autisme. Els pares dels nens amb síndrome d'Asperger han de fer front a molts factors d'estrès durant l'educació, fins i tot més que els pares de nens amb altres discapacitats, però s'ha estudiat molt poc l'estrès dels pares.

### Enfocament conductual

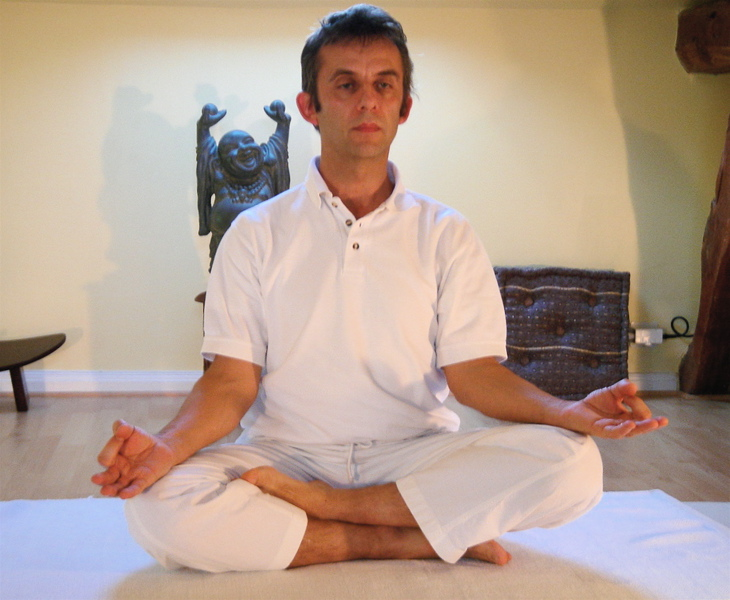
La meditació (en aquest cas, en postura de ioga) permet a l'Asperger controlar l'estrès sense risc de caure en addiccions

Degut a la seva eficàcia per al tractament de l'Asperger, l'enfocament cognitivoconductual és l'únic que ha sigut sistemàticament avaluat científicament. Per altra banda, l'Institut Nacional de Trastorns Neurològics i Accidents cerebrovasculars (National Institute of Neurological Disorders and Stroke, als Estats Units) i l'Alta Autoritat de Salut (Haute Autorité de Santé, a França) el van criticar, defensant que una gestió enfocada en aquestes teràpies de comportament se centren en les deficiències específiques: la feble capacitat de comunicació, rutines limitades i repetitives, i malaptesa física. Diversos estudis sobre programes d'entrenament en habilitats socials (EHS) han demostrat la seva eficàcia, sobretot per a afavorir una millor adaptació psicològica dels nens.
La guia de «Intervenció cognitivoconductual per a nens i adolescents» recomana un entrenament en les habilitats socials, començant pel reconeixement de les emocions i la comunicació no verbal, a través del joc de rols. Tony Attwood també aconsella un programa d'educació emocional amb els nens per ensenyar-los com fer amics i, a continuació, un programa de reestructuració cognitiva per aprendre a gestionar l'ansietat i l'autoestima usant (entre d'altres) la conversa a través dels còmics. També sembla apropiat l'ús de vídeos. Una dotzena d'estudis d'aquests enfocaments, incloent les històries socials, conclouen que «són beneficiosos i significativament eficaços» per reduir el comportament inadequat i que «la teràpia cognitivoconductual redueix significativament els símptomes d'ansietat en els nens amb síndrome d'Asperger». Un estudi de 2009 va concloure que el 79% dels pacients que segueixen una teràpia cognitivoconductual han experimentat una disminució de la seva ansietat. Aquestes teràpies també semblen eficaces per reduir el trastorn per dèficit d'atenció.
Moltes associacions de pares i persones amb Asperger defineixen la construcció de polítiques sanitàries. Segons la sociòlega i historiadora de les ciències Brigitte Chamak, «en els països on aquests enfocaments conductuals s'han generalitzat després de molts anys, la mateixa evidència dels pares esgotats, cansats, confosos continuen multiplicant-se, tot i les publicacions «científiques» escrites pels que advoquen i apliquen aquests mètodes». Les crítiques dels psicoanalistes contra les teràpies cognitivoconductuals també va dissenyar l'aspecte de «condicionament», que llevaria la llibertat de triar, pensar i expressar-se. Aquests aspectes han empès a Michelle Dawson, investigadora i amb Asperger, a oposar-se a la imposició de les teràpies cognitivoconductuals al Canadà. D'acord amb Alan J. Levy, psiquiatre i psicoanalista, l'eficàcia dels enfocaments educatius i de comportament dona resultats contradictoris i aquests enfocaments no són adequats per a la fenomenologia de la síndrome d'Asperger.
La neuropsicòlega Myriam Noël-Winderling és crítica amb l'èmfasi en l'empatia, la teoria de la ment i les teràpies de comportament que, segons ella, estan en contra de les necessitats de les persones amb Asperger, i els tanquen dins d'una visió deficitària d'ells mateixos, on l'individu es reduït als símptomes estadístics.

### Enfocament psicoanalític
L'enfocament psicoanalític va ser durant molt de temps l'única opció de recolzament de l'Asperger considerada vàlida, sobretot sota la influència de Bruno Bettelheim. Segons Jacques Hochmann, els psicoanalistes eren en aquella època els únics que s'ocupaven «amb humanitat» dels nens Asperger. Segons Mottron, els psicoanalistes han deixat d'incloure gradualment l'Asperger dins de la deficiència psíquica en el seu camp explicatiu a partir del 1970, amb l'excepció de França i Amèrica Llatina. Ell assenyala que la seva posició és propera a la dels psicoanalistes pel que fa a la intel·ligència que aquests últims reconeixen als Asperger.
L'enfocament psicoanalític es cada vegada més censurat en favor de l'enfocament conductual. La teoria, durant molt de temps acceptada, segons la qual el desenvolupament de l'Asperger en el nens prové d'una falta d'amor de les mares (mare frigorífic), les teràpies controvertides (com per exemple el packing) i la negativa d'alguns psicoanalistes de considerar els descobriments científics han contribuït en gran manera al descrèdit. Tony Attwood desaconsella l'ús de la teràpia psicoanalítica mare-nen per evitar una culpabilització innecessària de les mares, afirmant que «en general, la tècnica de teràpies psicoanalítiques soscava als pacients amb síndrome d'Asperger», basat en particular en un estudi publicat per la psicoterapeuta Paula Jacobsen el 2004. Entre les persones diagnosticades d'Asperger, Josef Schovanec dona testimoni que el seu seguiment durant cinc anys per «un dels psicoanalistes més famosos de París» li va costar molt car i no va obtenir resultats.
Segons la psicoanalista infantil Maria Rhode, hi ha un malentès generalitzat que els psicoanalistes en el seu conjunt consideren als pares responsables de l'Asperger dels seus fills, mentre que les posicions oposades d'altres psicoanalistes són sistemàticament ignorades, com la de la psicoanalista infantil Frances Tustin. Els psicoanalistes diuen que han abandonat la teoria que culpabilitza principalment a les mares o als pares, que tenen en compte els últims avenços científics, i se centren en una posició ètica de respecte pel sofriment dels pacients i les seves famílies a les que proposen una «aliança terapèutica» amb èmfasi en la dimensió relacional. Diuen que han avançat en nombrosos conceptes diferents, com ara «subjectes amb autisme», i reconeixen la pluralitat de l'autisme, incloent la síndrome d'Asperger.
Segons Fred R. Volkmar, els estudis psicoanalítics sobre l'autisme són rars, però remarca que els diagnòstics d'Asperger no són clars i que les tècniques psicoanalítiques no estan unificades. Això limita les comparacions entre els estudis. Existeix, segons ell, perspectives de tractament a llarg termini de les persones amb síndrome d'Asperger.
Segons Bertram J. Cohler i Talia Weinera, la psicoanàlisi podria tenir un gran futur en la gestió de la síndrome d'Asperger degut a les dificultats trobades amb la teoria de la ment, per permetre a les persones amb Asperger que aprenguin a «conèixer la ment de l'altre» i «s'enfrontin a les dificultats i frustracions que es trobaran al llarg de les seves vides».
Segons el psicoanalista Henri Rey-Flaud, el pensament visual planteja una dificultat en el cas de les persones amb Asperger, en el registre de la simbolització i de la relació d'objecte, perquè aquestes persones han construït defenses psíquiques en resposta a la dificultat de relacionar-se cara a cara amb els altres. Així mateix, assenyala a Myriam Noël-Winderling, que segons ella l'enfocament psicoanalític permet a la persona amb Asperger conservar i protegir un centre neuràlgic propi i aportar-li un aclariment en la seva relació amb els altres i amb la realitat.

### Psicoteràpies
Tony Attwood no dona consells sobre psicoteràpies convencionals d'una manera en general, però assenyala diverses opinions. Ell recorda que el professional ha de tenir un bon coneixement de les recerques en psicologia cognitiva per a tractar a un pacient amb Asperger.
La psicologia analítica ha demostrat la seva eficàcia, i les psicoteràpies convencionals poden millorar les relacions entre pares i fills.

### Teràpies
L'elecció del tractament per a la síndrome d'Asperger es basa en una combinació de teràpies dirigides als símptomes centrals del trastorn, que inclou la pobresa de les capacitats de comunicació i les rutines limitades o repetitives. La major part dels professionals són de l'opinió que, com més aviat tingui lloc la intervenció, millors resultats podran obtenir-se. No obstant això, no existeix un únic tractament específic que pugui considerar-se com el millor en tots els casos.
El tractament de la sìndrome d'Asperger és similar al d'altres casos de trastorns de l'espectre autista d'alt funcionament, però es diferencia d'aquests en què el seu disseny té en compte les característiques específiques que presenten les persones amb Asperger, principalment les seves capacitats lingüístiques, el seu grau de competència verbal i les seves vulnerabilitats a nivell de comunicació no verbal. Un programa de tractament habitual sol incloure:
- Entrenament en habilitats socials, per aconseguir establir interaccions interpersonals més efectives.[312]
- Teràpies cognitivoconductuals (tcc) per millorar el maneig de l'estrès relacionat amb l'ansietat i les emocions incontrolades,[313] com així mateix per canalitzar els interessos limitats i l'aparició de les rutines repetitives.
- Teràpia farmacològica per al tractament dels trastorns que puguin coexistir amb l'Asperger, com per exemple, la depressió clínica o el trastorn d'ansietat.[314]
- Teràpia ocupacional o teràpia física per al tractament dels dèficits en la integració sensorial i en la coordinació motriu.
- Intervencions relacionades amb la comunicació social; una forma concreta de logopèdia adreçada a la millora dels aspectes pragmàtics presents en la conversa habitual.[315]
- Entrenament i suport familiar, especialment per a aquelles tècniques de conducta que s'hauran de desenvolupar en l'entorn domèstic.

La major part de les investigacions realitzades amb programes d'intervenció primerenca conductuals, són estudis de casos de fins a cinc participants, i solen centrar-se en l'estudi d'un nombre reduït de problemes de conducta, com la automutilació, l'agressivitat, les conductes d'oposició, les esterotipies o el llenguatge espontani. Tot i la popularitat de l'entrenament en habilitats socials, no s'ha pogut comprovar de forma ferma la seva efectivitat. Amb l'objectiu d'estudiar l'eficàcia de programes d'entrenament per als pares de nens amb la síndrome d'Asperger, a fi de permetre'ls l'adquisició de competències de maneig de les conductes problemàtiques dels seus fills, es va dur a terme un estudi controlat que va comparar dos formats o models d'intervenció: o bé els pares assistien a un taller de taller d'un dia, o rebien sis lliçons individuals. Es van considerar principalment les variables com el nombre conductes problemàtiques informades, la seva intensitat i l'avaluació que feien els pares de les competències d'interacció social. Es van realitzar mesuraments abans de l'entrenament, després de quatre setmanes i al cap de tres mesos. El resultat observat va ser que els pares sotmesos a aquests programes van informar de menys conductes problemàtiques i una menor intensitat d'aquestes, i també van notar un increment de les interaccions socials dels seus fills. Aquests resultats es van mantenir a través dels formats (en tots dos models). Els investigadors conclouen que l'entrenament dels pares pot ser una intervenció molt efectiva en el tractament dels nens amb la síndrome d'Asperger i els seus problemes conductuals. L'entrenament professional és important per instruir en les normes d'etiqueta del món laboral i en el comportament adequat en el lloc de treball per als casos d'adults amb Asperger.
Pel que fa a la meditació, diversos especialistes, entre ells del món científic, han arribar a la conclusió que la pràctica és potencialment beneficiosa per ajudar a controlar l'estrès dels Asperger. Hi ha una gran bibliografia de testimonis i de diferents tècniques de meditació accessibles a les persones amb Asperger perquè puguin «prendre el control i millorar la seva vida quotidiana». El ioga també és objecte de publicacions, en el sentit del benefici que pot proporcionar aquesta pràctica als nens i adults. Es poden practicar altres exercicis de relaxació, com el massatge.
Hi ha molts testimonis sobre el suport proporcionat pels animals de companyia, en particular per reduir la solitud. També es van realitzar assajos amb èxit amb l'hipoteràpia, la delfinoteràpìa i, més recentment (2015), el diàleg i l'avaluació amb un robot.

### Medicació
No hi ha cap medicament per tractar els símptomes de base de la síndrome d'Asperger. Tot i que les investigacions al respecte de l'eficàcia del tractament farmacològic de la síndrome d'Asperger són escasses, és de gran importància diagnosticar i tractar la comorbiditat associada. A causa de les dificultats d'analitzar les seves pròpies emocions, les persones amb Asperger poden sentir que no els calen medicaments, fins i tot per reduir l'ansietat, la depressió, la falta d'atenció i l'agressivitat.
La medicació pot resultar efectiva, en combinació amb intervencions ambientals i comportamentals, a l'hora de tractar símptomes concomitants amb l'Asperger, com el trastorn d'ansietat, la depressió, la manca d'atenció o l'agressivitat. La combinació dels antipsicòtics atípics, com la risperidona i l'olanzapina, ajuda a reduir els comportaments repetitius, autolesions, els brots d'agressivitat i la impulsivitat. L'ús de risperidona en pacients adolescents i adults amb Asperger durant tres anys ha demostrat millores clínicament significatives, reduint les conductes repetitives o d'autolesió, així com els accessos d'agressivitat i impulsivitat, i pot suposar una millora en els patrons de comportament i relacions socials. Els inhibidors selectius de la recaptació de serotonina (ISRS) (com la fluoxetina, la fluvoxamina i la sertralina) són eficaços en el tractament d'interessos limitats i comportaments repetitius.
Encara manquen dades per avaluar els efectes secundaris d'aquests tractaments i la seva eficàcia amb el temps. Els estudis s'orienten sobre els efectes creuats de tractaments potencials. S'ha de tenir cura amb l'ús de fàrmacs, ja que els efectes secundaris poden ser més freqüents i més difícils de detectar en els casos d'Asperger. S'ha assenyalat la possibilitat de desenvolupar anormalitats en el metabolisme o en el sistema de conducció elèctrica del cor, així com un increment en el risc de desenvolupar diabetis mellitus tipus 2 amb aquest tipus de medicacions, així com severs efectes secundaris de tipus neurològic a llarg termini. Els ISRS poden provocar manifestacions d'activació conductual com impulsivitat, agressivitat i trastorns del son. La risperidona pot provocar augment de pes i fatiga, així com un augment del risc d'aparició de simptomatologia extrapiramidal, com inquietud i distonies, així com un increment en els nivells de prolactina. La sedació i l'augment de pes són més comuns amb l'olanzapina, que també s'ha associat a la diabetis. Els efectes secundaris relacionats amb la sedació en nens en edat escolar poden tenir repercussions en l'aprenentatge. Les persones amb la síndrome d'Asperger poden ser incapaços d'identificar i comunicar als altres els seus estats d'ànim o emocions internes, o de tolerar alguns efectes secundaris que per a la major part de la gent no serien problemàtics.
És possible que l'exposició als antidepressius durant l'embaràs i la primera infància augmenta el risc de TEA. A més, no es recomana l'ús de certs medicaments si la persona té una tendència a l'addicció. Un nombre significatiu de persones amb síndrome d'Asperger (diagnosticada o no) recorren l'automedicació per curar la seva falta de confiança i superar els dèficits socials, amb tots els riscos que això comporta.
Actualment existeix un corrent que defensa l'homeopatia.

### Perspectiva educativa de la síndrome d'Asperger
Pot ser necessari un suport personalitzat en certes situacions, com l'entrada a l'escola o a l'institut, el seguiment del pla d'estudis universitaris i la recerca de treball; el 70% dels pares d'Asperger entrevistats per la National Autistic Society (Societat Nacional d'Autisme) del Regne Unit creuen que el seu fill no podrà ser independent sense un suport personal. És aconsellable un suport per permetre una transició gradual entre l'escola i el món laboral. Algunes associacions ajuden a les persones amb aquesta síndrome a trobar feina.
L'abandonament escolar és generalment el resultat d'un augment de l'estrès o assetjament, més que una conseqüència de la manca de les capacitats intel·lectuals. Laurent Mottron recomana explicar sistemàticament els problemes específics que enfronten els estudiants d'Asperger als altres estudiants al començament de l'any escolar per evitar l'assetjament. Els alumnes amb síndrome d'Asperger requereixen contexts inclusius per adaptar-se amb cert marge d'eficàcia als processos d'aprenentatge. En moltes ocasions el desconeixement dels trets característics d'aquesta síndrome porten el professorat a la confusió amb actituds inadaptades. Gràcies a les modificacions legislatives podem dir que en l'actualitat parlem d'inclusió en lloc d'integració d'aquests alumnes a les escoles, sent llavors el sistema escolar el que atengui la diversitat de les aules, i no l'alumne el que s'hagi d' «integrar / adaptar» al sistema vigent. Amb la promulgació de la Llei d'Educació per Individus amb Discapacitats (IDEA, per la seva sigla en anglès) el 1975 i les lleis subsegüents, tots els nens amb discapacitats tenen dret a una educació pública apropiada i gratuïta.
Els nens amb tota mena de discapacitats estan inclosos a l'aula d'educació general durant tot o bona part del dia, són ara la norma a les escoles públiques. Donat el creixent nombre de nens diagnosticats amb la síndrome d'Asperger, el professor té molta probabilitat de tenir un nen amb aquest trastorn a la seva escola i, en algun moment, en la seva classe. Els nens que pateixen aquesta síndrome no s'uneixen al joc dels seus iguals, no estan motivats a fer-ho, i poden reaccionar amb pànic si són forçats. Toleren el contacte social si es juga sota les seves regles. Presenten deficiències que els impedeixen adonar-se de les regles de conducta social implícita, és per això que poden emetre comentaris que resultin grollers i no busquin la millor manera de dirigir-se a les persones.
Si precisament la discapacitat del nen amb Asperger rau en la dificultat per interactuar amb tot el que l'envolta, això farà que repercuteixi en el seu procés d'ensenyament-aprenentatge i en el seu desenvolupament com a persona. És molt important captar aquestes dificultats de relació i comunicació dels nens amb Asperger i detectar-les per poder actuar davant d'elles. Si això es fa des de la infància, les perspectives són més positives.

#### La detecció del problema a escolars
Per detectar el problema, els mestres han de prestar especial atenció a:
- la dificultat per afrontar situacions socials.
- la immaduresa en el control motriu (escriptura), d'emocions i empatia.
- l'aprenentatge atípic: un gran coneixement en àrees concretes i problemes amb la resta.
- el rebuig a la interacció social i la manca de percepció del llenguatge no verbal.
- l'ansietat davant el canvi de rutines.

#### L'avaluació educativa en nens amb síndrome d'Asperger
S'han de tenir en compte els següents aspectes:
- no comparar amb la resta de companys.
- considerar l'avaluació contínua, i sempre en positiu.
- dedicar el temps necessari per captar el ritme de l'alumne i interactuar amb ell.
- avaluar la zona de desenvolupament pròxim.
- utilitzar la creativitat, la comunicació no verbal.
- avaluació visual en comptes d'auditiva, diària en comptes de trimestral, observar sense exàmens, que eviti els judicis i tingui poques instruccions, que contingui un exemple inicial.

#### L'educació infantil
Algunes estratègies educatives per a l'educació infantil són:
- estimular la relació amb els companys per impulsar-los a compartir amb activitats conjuntes, que fomentin el contacte.
- ensenyar l'ús funcional dels objectes de forma creativa i desenvolupar el llenguatge i la varietat de codis valorant els seus intents.
- establir normes que afavoreixin la flexibilitat mental a partir de les rutines (hi ha d'haver constància) i un context estructurat.
- anticipar les activitats i les situacions amb horaris visuals.

#### L'educació primària
Algunes possibles tàctiques disciplinàries per a l'educació primària són:
- establir regles de compliment constant i rutines per al matí i la tarda amb «targetes d'activitat».
- assegurar-se que el nen sàpiga el que s'espera d'ell, sempre en sentit positiu per persuadir.
- compensar activitats desagradables amb les seves favorites, a manera de recompensa. És aconsellable que activitats no profitoses per al nen tinguin un temps fix per realitzar-se.

En general, l'efecte de la inclusió d'alumnes amb Asperger és positiu, ja que el contacte amb els seus companys fa que desenvolupin les seves habilitats socials.

### La comunitat Asperger

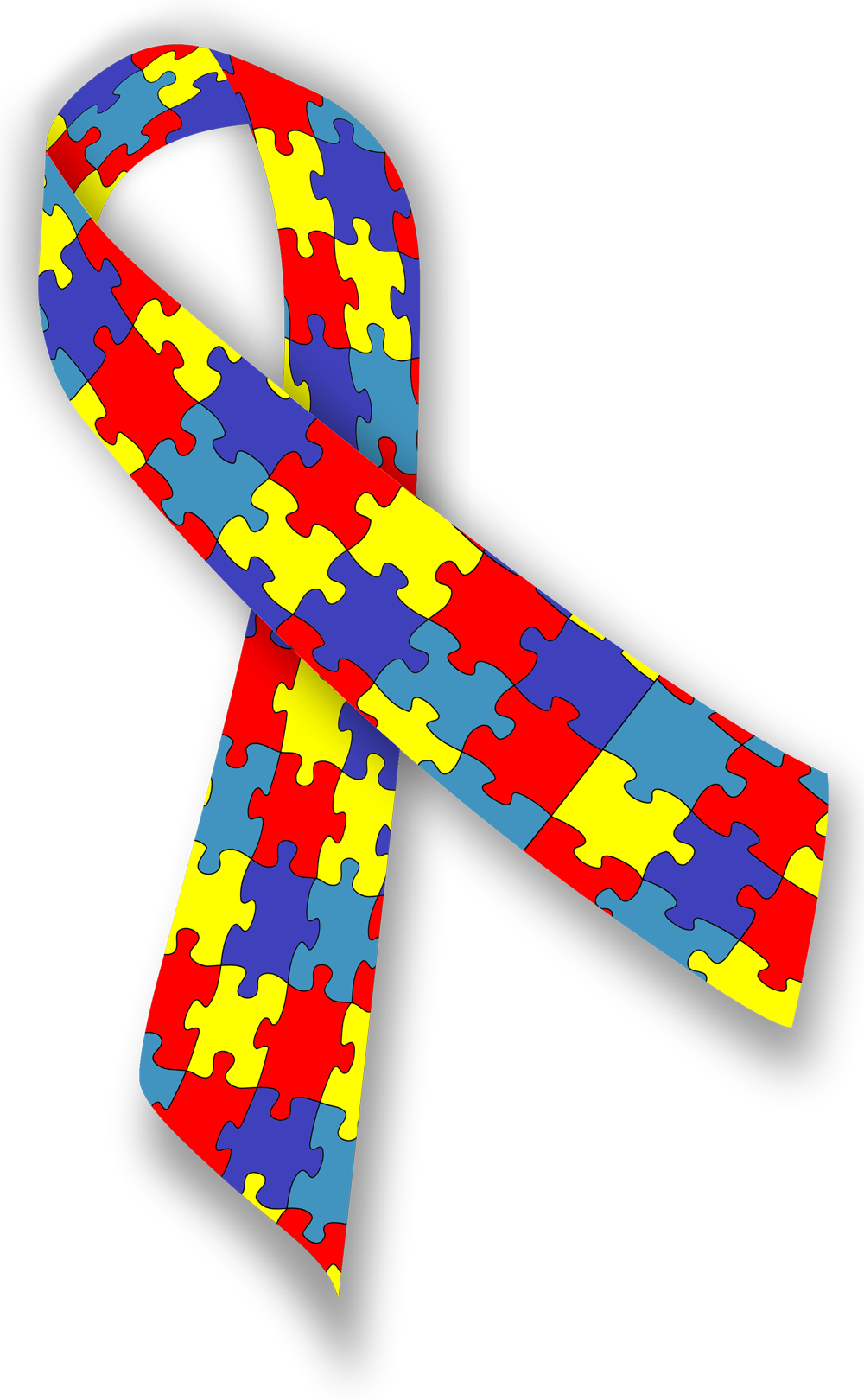
Una cinta d'un «trencaclosques» promou el coneixement de l'autisme i l'Asperger

Els adults amb Asperger es comuniquen molt a internet i organitzen reunions (del tipus «cafè d'Asperger») per intercanviar idees i ajudar-se mútuament.
Segons la psicoanalista Hervé Bentata, malgrat que aquesta voluntat de crear relacions sembla contradictòria amb les dificultats de comunicació causades per la síndrome, aquest fet s'explica per l'alt ús d'internet i de les xarxes socials que els permet evitar interaccions cara a cara.

### L'atenció institucional en alguns països
Hi ha una gran varietat en el reconeixement de la síndrome i en els suports segons els països del món. Depenent del país d'origen de la persona i de la seva ètnia, el diagnòstic i el mètode de tractament pot ser completament diferent. L'acceptació social i cultural també és molt variable.
La síndrome d'Asperger és generalment ben reconeguda i recolzada a Occident, i en particular als països escandinaus; Canadà, Suïssa, Estats Units, Bèlgica, Irlanda, Alemanya i Dinamarca, entre d'altres, compten amb reclutadors especialitzats en trobar persones amb Asperger per a determinats llocs de treball on tenen més èxit que les persones neurotípiques.
A la Xina, l'Asperger no és reconegut ni es té en compte. Tota «anormalitat» se suprimeix en els nens en el sistema educatiu xinès.
A l'Índia, el diagnòstic existeix (2015), tenint en compte el perfil clínic i la comorbiditat. Aquest país disposa de reclutadors especialitzats per a contractar Asperger com a informàtics. Aquest també és el cas del Japó, on els pares disposen de consells dirigits per a elevar els nens afectats amb la síndrome.

#### Bèlgica
A Bèlgica existeixen moltes associacions de pares de nens amb síndrome d'Asperger i amb autisme, i es va crear un centre de diagnòstic (SUSA). L'ensenyament oficial, com està organitzat a la Bèlgica francòfona, no ofereix suports o classes particulars per als nens. Els pares creuen que el diagnòstic és insuficient i que el no reconeixement de l'Asperger com una discapacitat provoca moltes dificultats.
No hi ha un estudi epidemiològic fiable per estimar quantes persones es poden veure afectades. La síndrome d'Asperger és àmpliament mediàtica a Bèlgica des de 2013 (gràcies a les sèries de televisió), que va provocar (després de Peter Vermeulen) un fenomen amb moltes opinions.

#### Canadà
Fins a 1995, totes les persones amb autisme eren dirigides a cap a institucions poc adequades. Actualment, la síndrome d'Asperger és ben coneguda pel gran públic al Canadà, incloent al Quebec. Els esforços s'han centrat en la integració dels autistes al medi escolar, dins d'un marc «el més normal possible».
Se sospita que existeixen diagnòstics abusius. Laurent Mottron va escriure que «una epidèmia de la síndrome d'Asperger lligada a la capacitat del diagnòstic del TGD de generar serveis, i a la seva notorietat mediàtica, es va estendre al Quebec en els últims anys (2004)». Després d'això, l'augment del nombre de diagnòstics va portar a revisar els dossiers de moltes persones amb la síndrome, que gaudien de prestacions socials. Les ajudes socials a les persones diagnosticades ja s'han eliminat o reduït en gran manera, amb l'argument que els individus amb Asperger «no són prou discapacitats».
Les empreses canadenques tenen una àmplia difusió d'informació sobre els avantatges de contractar una persona amb Asperger.

#### Estats Units
La síndrome és ben coneguda als Estats Units, on també és molt mediàtica, entre altres gràcies a un episodi de South Park que en parla, i a la manera de veure «un toc d'Asperger» en moltes persones amb èxit (en particular en la ciència i en la informàtica). En les columnes de The Washington Post, l'inversor Peter Thiel creu que aquest «toc d'Asperger» és la condició necessària per a l'èxit en aquestes àrees. Per la neuròloga pediatre Martha Denckla, «els únics nord-americans que, en el futur, no siguin considerats que tinguin un toc d'Asperger seran els polítics i els grups de pressió».
Això explica molts sobre-diagnòstics en detriment d'altres trastorns que afecten les relacions socials.
A Califòrnia, en particular a Silicon Valley, les persones amb síndrome d'Asperger es consideren uns actius en el mercat laboral en la informàtica. «Aspiritech», una ONG sense ànim de lucre amb seu a Highland Park, utilitza als Asperger com provadors de programari de les empreses d'informàtica.
No obstant això, com en altres països que reconeixen aquest diagnòstic, els portadors de la síndrome són generalment subocupats als Estats Units.

#### França
Segons Mottron i testimonis Asperger, França té un «retard significatiu» en reconeixement de la síndrome, incloent l'accés a les teràpies comportamentals, amb greus conseqüències per als pacients i la investigació. Fins a la dècada del 1970, segons Mottron, totes les formes d'autisme detectades durant la infància eren descrites com «psicosi infantil», però J. Hochmann va observar que alguns psicoanalistes com Roger Misès preferien el terme «disharmonia evolutiva» per a descriure la probabilitat d'evolució. Fins a finals del segle xx, els nens diagnosticats eren enviats als psicoanalistes i tractats, segons el psicòleg educatiu Jean-Pierre Juhel, com a malalts mentals. França segueix impregnada d'aquest enfocament. Els falsos diagnòstics han portat a confondre l'Asperger amb l'esquizofrènia.
Un altre problema és la negativa a utilitzar les classificacions internacionals. La síndrome pot ser ignorada pels professionals reticents a anunciar el diagnòstic a causa de orientacions teòriques personals. La síndrome d'Asperger no ha sigut individualitzada en la CFTMEA (Classification française des troubles mentaux de l'enfant et de l'adolescent, Classificació francesa dels trastorns mentals en nens i adolescents) en 2000. Els termes «disharmonia» i «trastorn complex i múltiple del desenvolupament» (TSLS, Multiple-complex Developpemental Disorder) s'utilitzen sovint per descriure a França els trastorns autistes. Aquests termes no estan inclosos en la classificació internacional CIM-10, i segons les recomanacions no s'haurien d'utilitzar.
Actualment, els Centres de Recursos per a l'Autisme (CRA) estan facultats per identificar la síndrome d'Asperger i donar suport als afectats.
Es calcula que hi ha entre 100.000 i 400.000 Asperger a França, majoritàriament sense diagnosticar i en particular adults. A falta d'atenció adequada, només l'1% d'ells troben una feina permanent. El Professor Marion Leboyer va informar d'una explosió en les demandes de diagnòstic de l'Asperger que, sense finançament, no podrà respondre de manera apropiada (2016).

#### Israel
La gestió es considera excel·lent a Israel. L'associació Effie s'encarrega d'informar sobre aquest tema. Existeixen diferents iniciatives orientades a facilitar la integració escolar, l'obtenció d'un títol i d'un treball. Existeix una universitat-sinagoga des de l'any 2009 per acollir i educar a qualsevol persona d'entre 18 i 26 anys amb Asperger.

#### Regne Unit i Irlanda
La síndrome és molt coneguda al Regne Unit i existeixen diverses iniciatives destinades a promoure la integració de les persones amb Asperger. Una experiència de servei d'accés a llocs de treball ha permès que el 70% dels adults s'hagin beneficiat de trobar un treball, que és «una taxa notable». No obstant això, amb els canvis en el DSM-5, la Llei d'Igualtat de 2010 (Equality Act 2010) és susceptible de ser discriminatòria i no necessàriament assegura la igualtat de tracte per a les persones amb la síndrome.
A Irlanda, l'associació Aspire (Asperger Syndrome Association of Ireland Ltd.), fundada pels pares, és responsable de la informació sobre la síndrome des de 1995.

#### Suïssa
A Suïssa, la síndrome d'Asperger segueix sent poc coneguda. No obstant això, s'han observat avenços significatius en relació amb el diagnòstic i el tractament dels nens, així com informació sobre la síndrome. La taxa de no-integració de l'ocupació dels Asperger s'estima en al voltant del 90%, amb molts casos documentats de diagnòstics falsos i tractaments inadequats.
Existeixen diferents iniciatives orientades a integrar les persones amb Asperger en el mercat de treball dins de la informàtica, com Asperger Informatik a Zúric i Specialisterne Schweiz a Berna, que ofereixen un ambient agradable (reducció de sorolls, la no utilització de telèfon, etc.).
Les persones diagnosticades i aturades tenen dret a una pensió d'invalidesa.

## La societat
Des de la dècada del 1990, part del debat al voltant de la síndrome d'Asperger es va traslladar des del camp de la medicina cap a la societat. A través dels descobriments, la forma de considerar la síndrome ha evolucionat. Durant anys s'ha equiparat amb una malaltia mental, actualment és reconeguda com una discapacitat o transtorn, i cada vegada més és vista com una «diferència».
Les persones diagnosticades amb Asperger poden designar-se a si mateixes com «aspies» (una paraula usada per primera vegada per Liane Holliday Willey el 1999). Rudy Simone va inventar el 2010 la paraula «aspergirl» (girl: noia) per descriure a les dones amb la síndrome. El terme «neurotípic» (abreujat NT) s'utilitza per descriure a les persones que tenen un desenvolupament i una condició neurològica típiques.
Internet permet a les persones comunicar-se síndrome i de celebrar la seva diversitat d'una manera que abans era impossible a causa de la distància geogràfica. S'ha format una comunitat autista. Llocs web com Wrong Planet realitzen reunions entre les persones afectades per la mateixa la síndrome. Moltes persones, diagnosticades amb la síndrome d'Asperger o familiars de les persones diagnosticades, han expressat les dificultats que troben cada dia per viure amb la síndrome d'Asperger o l'autisme d'alt funcionament: Temple Grandin en «La meva vida d'autista», Josef Schovanec en Je suis à l'Est! (Jo soc a l'Est!), Daniel Tammet en «Vaig néixer en un dia blau», etc.

### Debat i militància pel dret a la neurodiversitat
El debat al voltant del dret a la neurodiversitat es va iniciar en la dècada del 1990 per l'estatunidenca Judy Singer, quan la seva filla va ser diagnosticada amb la síndrome d'Asperger als set anys. Mitjançant l'estudi de les peculiaritats de la seva filla i les seves, va considerar que l'associació entre la síndrome d'Asperger, malaltia i discapacitat era errònia. Ella va crear els termes «neurodiversitat» i «neurotípic» i els va difondre àmpliament a la premsa. Ella considera als Asperger com persones socialment inadaptades a una societat que els estigmatitza.
Alguns investigadors com Simon Baron-Cohen i les persones amb síndrome d'Asperger, com Daniel Tammet, també han qüestionat si la síndrome pot ser considerada com una diferència en lloc d'una discapacitat que ha de ser tractada i curada. Associacions com DANDA (Developmental Adult Neuro-Diversity Association), creada el 2003 al Regne Unit, defensen el «dret a neurodiversitat».

Un símbol d'infinit amb els colors de l'arc de Sant Martí simbolitza el trastorn de l'espectre autista i el moviment per la neurodiversitat
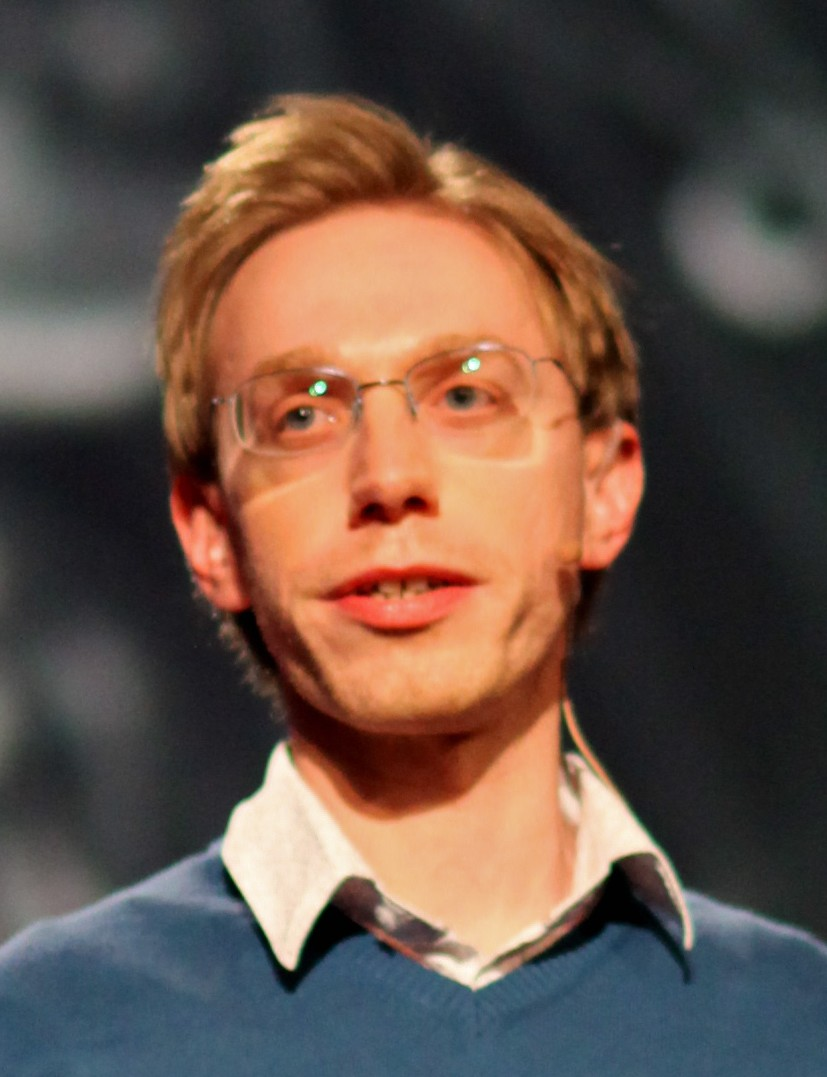
Daniel Tammet vol que els individus amb Asperger siguin percebuts com diferents, en lloc de persones amb una discapacitat

Moltes persones amb Asperger s'expressen a internet rebutjant qualsevol forma d'associació entre la síndrome i una malaltia mental, en la creença que aquesta condició ha de generar un sentit d'orgull en lloc de vergonya. El suport a aquesta demanda pot millorar la vida de les persones amb Asperger. Constitueix la base del moviment pels drets dels autistes i l'orgull autista. Entre els llocs web dedicats a la síndrome, Aspergian Pride (Orgull de ser Asperger) milita en contra de les imatges negatives de l'Asperger en els mitjans de comunicació i celebra els descobriments fets per Asperger. Aspies For Freedom organitza anualment un Autistic Pride Day (Dia de l'Orgull Autista).
El debat s'intensifica per les diverses consideracions de les persones implicades: alguns adults diagnosticats amb Asperger reclamen el seu dret a no ser atesos i afirmen el seu orgull de la seva identitat neurològica, mentre que els pares de nens diagnosticats sovint busquen assistència i un remei. Alguns investigadors s'impliquen en aquest debat, veient en la síndrome un funcionament cerebral diferent enlloc d'un trastorn o un dèficit. Ells creuen que la síndrome d'Asperger ha de ser esborrada del DSM, com es va fer amb l'homosexualitat. La consideració que la síndrome d'Asperger és una discapacitat prové de la freqüent necessitat d'una educació adequada, especialment en el camp social.
Les manifestacions de la síndrome són molt diverses; les persones afectades poden viure-la com una «maledicció» o com un «do». Paral·lelament als dèficits socials que provoquen múltiples problemes (divorci, soledat, alcoholisme, inestabilitat emocional, depressió…) el talent particular i l'originalitat fan als Asperger molt especials. Es reconeix una creativitat i una intel·ligència per sobre de la mitjana a certes persones. Malgrat que la seva capacitat per comprendre les emocions està limitada, les seves creacions artístiques poden generar emocions fortes.
El 2002, Simon Baron-Cohen va escriure sobre aquells que tenen la síndrome: «en el món social, no hi ha un gran avantatge per a un ull que tingui en compte els detalls específics, però en el món de les matemàtiques, la informàtica, catalogació, la música, la lingüística, l'enginyeria i la ciència, tal ull per al detall pot portar a l'èxit en lloc de fracàs». També va citar dues raons per les que encara valdria la pena considerar la síndrome com una discapacitat: assegurar un suport especial requerit per la llei, i per reconèixer les dificultats emocionals causades per l'empatia reduïda. Simon Baron-Cohen afegeix que els gens responsables de la síndrome d'Asperger sembla que han funcionat durant tota l'evolució humana recent, i representen una notable contribució a la història de la humanitat.

### Personalitats amb síndrome d'Asperger

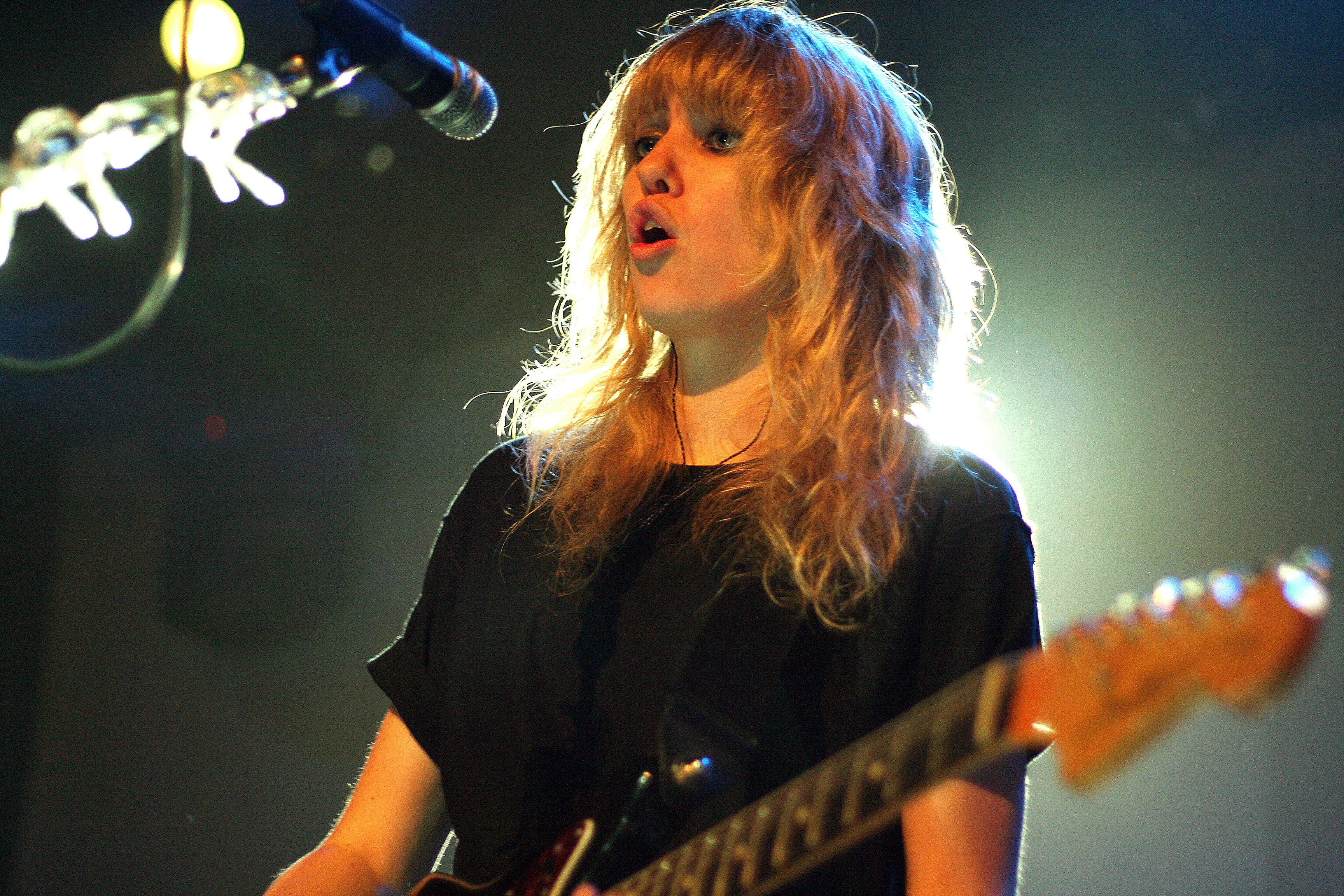
La cantautora multi-instrumentista Ladyhawke té la síndrome d'Asperger

Una explicació per a la fascinació d'aquesta síndrome és el fet que una sèrie de personalitats conegudes, sobretot en els camps de les arts i les ciències (Albert Einstein, Isaac Newton, Charles Darwin, William Butler Yeats i Thomas Jefferson, entre d'altres), tenen trets associats amb l'espectre autista, així com la intel·ligència i la creativitat desmesurada. Les excentricitats del virtuós del pianista Glenn Gould sovint s'han relacionat amb la síndrome d'Asperger, amb una gran controvèrsia. Diversos psiquiatres han arribat a la conclusió que també tenia Asperger l'excampió mundial d'escacs Bobby Fischer. D'acord amb les dades del mateix subjecte, el físic i matemàtic britànic Paul Dirac, un dels fundadors de la mecànica quàntica, també podria haver tingut Asperger. Aquests diagnòstics retrospectius d'autisme no tenen res oficial i poden ser contradits.
Entre les personalitats diagnosticades oficialment en la seva vida, hi ha l'informàtic Bram Cohen (creador del protocol BitTorrent), així com els furoners Adrian Lamo (responsable de la detenció de Chelsea Manning) i Gary McKinnon (acusat de pirateria informàtica d'ordinadors de l'exèrcit dels Estats Units i de la NASA).
Dins d'altres àrees, el surfista Clay Marzo, l'actor francès Thierry Redler, la multi-instrumentista, cantant i compositora Philippa Brown (coneguda com Ladyhawke), el raper britànic Example i el raper estatunidenc Chief Keef han reconegut públicament el seu diagnòstic. La cantant escocesa Susan Boyle (que és coneguda per la seva interpretació musical en el programa de televisió britànica Britain's Got Talent) va revelar a la premsa que tenia la síndrome d'Asperger finals de 2013. Satoshi Tajiri, el creador del videojoc Pokémon, col·leccionava insectes quan era nen; la síndrome és parcialment responsable del naixement del joc que el va fer famós. El cantant i pianista Adam Young, més conegut pel seu projecte musical Owl City i la seva cançó Fireflies creu que té la síndrome, però mai s'ha diagnosticat.
Algunes personalitats han comunicat la seva singularitat. L'escriptor anglès Daniel Tammet, matemàtic i políglot dotat amb una memòria excepcional relacionada amb la seva sinestèsia, ha sigut diagnosticat per Simon Baron-Cohen, i ha escrit diversos llibres que expliquen la seva forma de pensar i de percebre el món. Josef Schovanec, políglot, amb un doctorat en filosofia i escriptor nascut el 1981, advoca per la dignitat de les persones amb trastorns de l'espectre autista. En la seva autobiografia, explica que va escapar per poc de ser internat per manca d'un diagnòstic correcte.
D'acord amb un informe del Pentàgon escrit en 2008 i publicat a principis de 2015, el president rus, Vladímir Putin, té la síndrome. No obstant això, els especialistes en autisme consideren que és impossible establir un diagnòstic amb només un estudi d'enregistraments de vídeo.
Un periodista holandès va suposar que el rei Felip de Bèlgica seria Asperger, assenyalant que guarda una llista de llibres que llegia i que no està còmode en públic. Aquest diagnòstic basat en «rumors» es descrit com «un insult» pel psicòleg Jérôme Vermeulen.

### La síndrome d'Asperger en la cultura popular

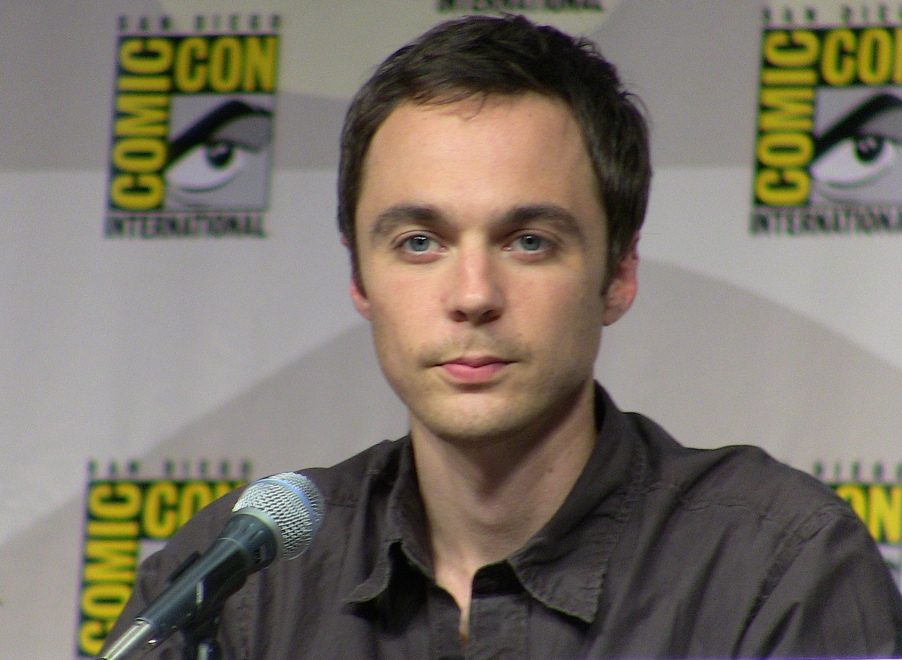
L'actor Jim Parsons interpreta a Sheldon Cooper en la sèrie The Big Bang Theory, un personatge amb síndrome d'Asperger

A partir de la pel·lícula Rain Man (1988) i especialment des de la dècada del 2000, una moda de la síndrome d'Asperger i del savi autista condueix a una representació en els mitjans de comunicació de caràcters i de capacitats atípiques (per exemple, la capacitat per multiplicar nombres grans sense una calculadora), que poden ser assimilades erròniament, pels espectadors, de les representacions fidels de totes les persones amb autisme i de l'autisme en si mateix.
Entre les novel·les més conegudes, El nen blau (L'Enfant bleu) de Henry Bauchau i El curiós incident del gos a mitjanit (The Curious Incident of the Dog in the Night-Time) de Mark Haddon el protagonista i narrador Christopher Boone té la síndrome d'Asperger. En la trilogia Millennium de Stieg Larsson, el lector s'assabenta que l'heroïna Lisbeth Salander té probablement una mena de síndrome d'Asperger. El tallador de pedra (Stenhuggaren) de Camilla Läckberg presenta en el tercer volum un personatge, Morgan, desenvolupador informàtic que ha après a reconèixer les emocions a través dels dibuixos de la seva mare. En Retalls de la meva vida (Running with Scissors) d'Augusten Burroughs, el germà del jove heroi té síndrome d'Asperger i és extremadament dotat en la mecànica. El mon de Marcelo, de Francisco X. Stork, explica la història d'un adolescent amb Asperger que desenvolupa un gran interès per la religió. La diferència invisible (La Différence invisible) de Julie Dachez (guionista) i Mademoiselle Caroline (il·lustracions), publicada el 2016, és la primera novel·la gràfica en francès que tracta l'Asperger a partir de l'experiència personal de la guionista. En les novel·les de l'escriptor australià Graeme Simsion, The Rosie Project i The Rosie Effect, el narrador Don Tillman, professor de genètica, té la síndrome d'Asperger. En una nota d'humor, el lector segueix els seus intents més o menys reeixits per trobar la dona ideal, la que millor s'adapti a la seva personalitat. A la sèrie manga Death Note, el detectiu L i el detectiu Near pateixen la síndrome d'Asperger.
El cinema també ofereix nombroses representacions, incloent Mozart i la balena (Mozart and the Whale) (2006) de Petter Næss (que es basa en la història d'una parella en la qual tots dos pateixen aquesta síndrome), Adam (2009) de Max Mayer, la pel·lícula d'animació Mary i Max (Mary and Max) (2009) d'Adam Elliot (on s'explica la relació epistolar entre una nena australiana i un adult novaiorquès afectat per la síndrome), i més recentment X+Y (2014) de Morgan Matthews. La pel·lícula Em dic Kan (My Name Is Khan) (2010) el personatge principal, Rizvan Khan, té Asperger. La pel·lícula El comptable (The Accountant / Mr. Wolff) (2016) de Gavin O'Connor també tracta sobre l'Asperger.
Molts dels personatges de les sèries de televisió tenen la síndrome d'Asperger (o pressenten símptomes semblants), com l'agent especial del FBI Will Graham en la sèrie Hannibal, (2013), Sherlock Holmes en la sèrie Sherlock (2010), Jesse Banks en la sèrie The Code (2014), Max Braverman en la sèrie Parenthood (2010), l'agent del FBI Spencer Reid en la sèrie Criminal Minds (2005), el Dr. Sheldon Cooper de la sèrie The Big Bang Theory (2007), Walter Bishop en sèrie Fringe (2008), Jonas Jeremiah Jones en la sèrie Skins (2007), la Dra. Virginia Dixon a la sèrie Grey's Anatomy (2005) i l'adolescent Toni en la sèrie Polseres vermelles (2011).
En vídeojocs se suggereix que River, personatge femení del joc To the Moon, té la síndrome d'Asperger.

## Multimèdia
- Mind reading: the interactive guide to emotions, DVD-ROM produït per Cambridge University Autism Research Centre (Centre de recerca sobre l'autisme de la Universitat de Cambridge).